# Breton
Cet article concerne la langue bretonne. Pour les autres significations, voir Breton (homonymie).
Le breton (en breton :  brezhoneg, souvent prononcé /breˈzõːnɛk/ ou /bʁeˈzõːnək/ dans les dialectes majoritaires KLT, /ˈbrəhõ̝nək/ ou /br̩ˈtõ̝/ dans certains parlers vannetais) est une langue celtique parlée en Bretagne. Ses locuteurs sont des brittophones ou bretonnants.

## Classification

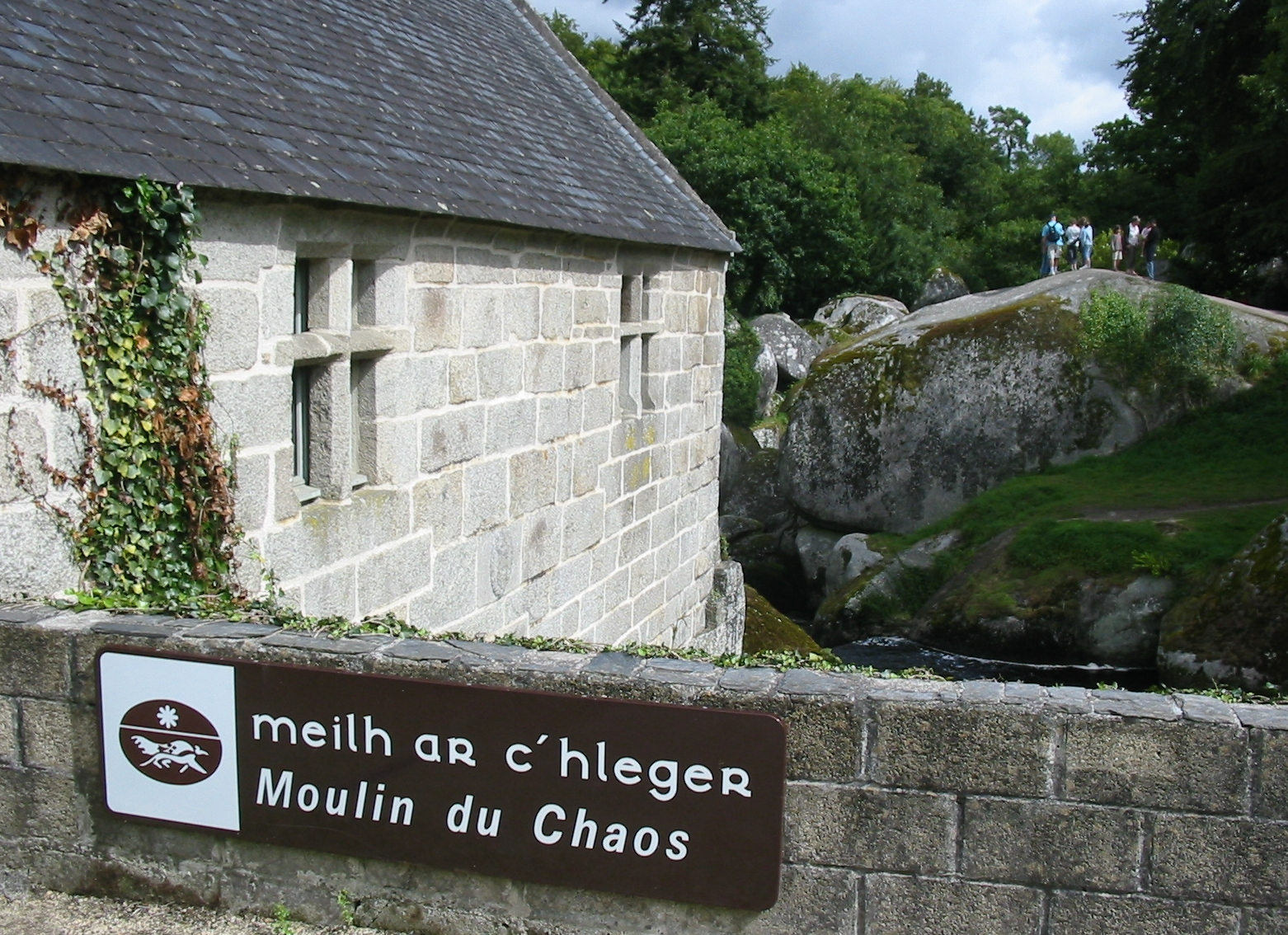
Moulin du Chaos de Huelgoat.

Le breton appartient au groupe des langues celtiques brittoniques. Il est apparenté au cornique et au gallois, langues parlées au Royaume-Uni, bien que plus proche de la première. Le breton est reconnu comme langue régionale ou minoritaire de France et depuis 2004, comme langue de la région Bretagne, aux côtés du français et du gallo par le conseil régional. Il est classé comme « langue sérieusement en danger » selon l'Unesco.

## Pratique
Sa pratique traditionnelle est majoritairement concentrée dans l'ouest de la péninsule, au-delà d'une ligne allant de Plouha au nord jusqu'au pays de Muzillac au sud. Au Xe siècle, le breton était pourtant parlé à 20 km de Rennes. La région brittophone de l'ouest de la péninsule correspond à la Basse-Bretagne, appellation qui tend toutefois à s'estomper depuis les années 1950[réf. nécessaire].
Selon le sondage TMO pour la région Bretagne réalisé en 2018, il y aurait environ 207 000 locuteurs actifs de plus de 15 ans dans les cinq départements de la Bretagne historique, dont 51 % dans le Finistère, ce qui représente au total 5,5 % de la population bretonne. En 2025, un nouveau sondage TMO estime le nombre de locuteurs à 107 000 personnes. Jusqu'en 2018, le breton était après le français la première langue parlée dans la région de la Bretagne. Depuis les années 1980, il n'est plus attesté de brittophone monolingue.
La langue bretonne, qui avait décliné au XXe siècle, connaît depuis les années 2000 un certain regain sous sa forme unifiée. Ya d'ar brezhoneg, ou Oui à la langue bretonne en français, est une campagne de promotion et de revitalisation de la langue créée par l'Office public de la langue bretonne en 2001. Cet office, Ofis publik ar brezhoneg en breton, a pour charge de promouvoir la langue et de traiter les questions s'y rapportant. Le breton est de plus en plus présent dans toute la Bretagne, notamment dans la signalisation des rues et des municipalités, mais aussi à la télévision et dans l'enseignement. En effet, les écoles Diwan, qui dispensent des cours en breton, ont permis cet essor en accueillant 4 242 élèves en 2016. Au sein des écoles publiques, les classes bilingues breton-français existent depuis la rentrée 1982, et accueillent 9 583 élèves en 2020.
La prononciation, le vocabulaire et d'autres aspects de la forme sous laquelle la langue devrait être conservée dans le monde contemporain sont des objets de controverse. Certains sont partisans d'un breton populaire, d'autres d'une langue purifiée n’utilisant pas ou très peu d’emprunts aux langues romanes comme le gallo, voire plus récemment le français. Ces controverses portent aussi sur l’écriture de la langue et l'intégration de la diversité dialectale du breton. L'orthographe officielle du breton est le peurunvan.

## Histoire
Pour un article plus général, voir Politique linguistique de la France.

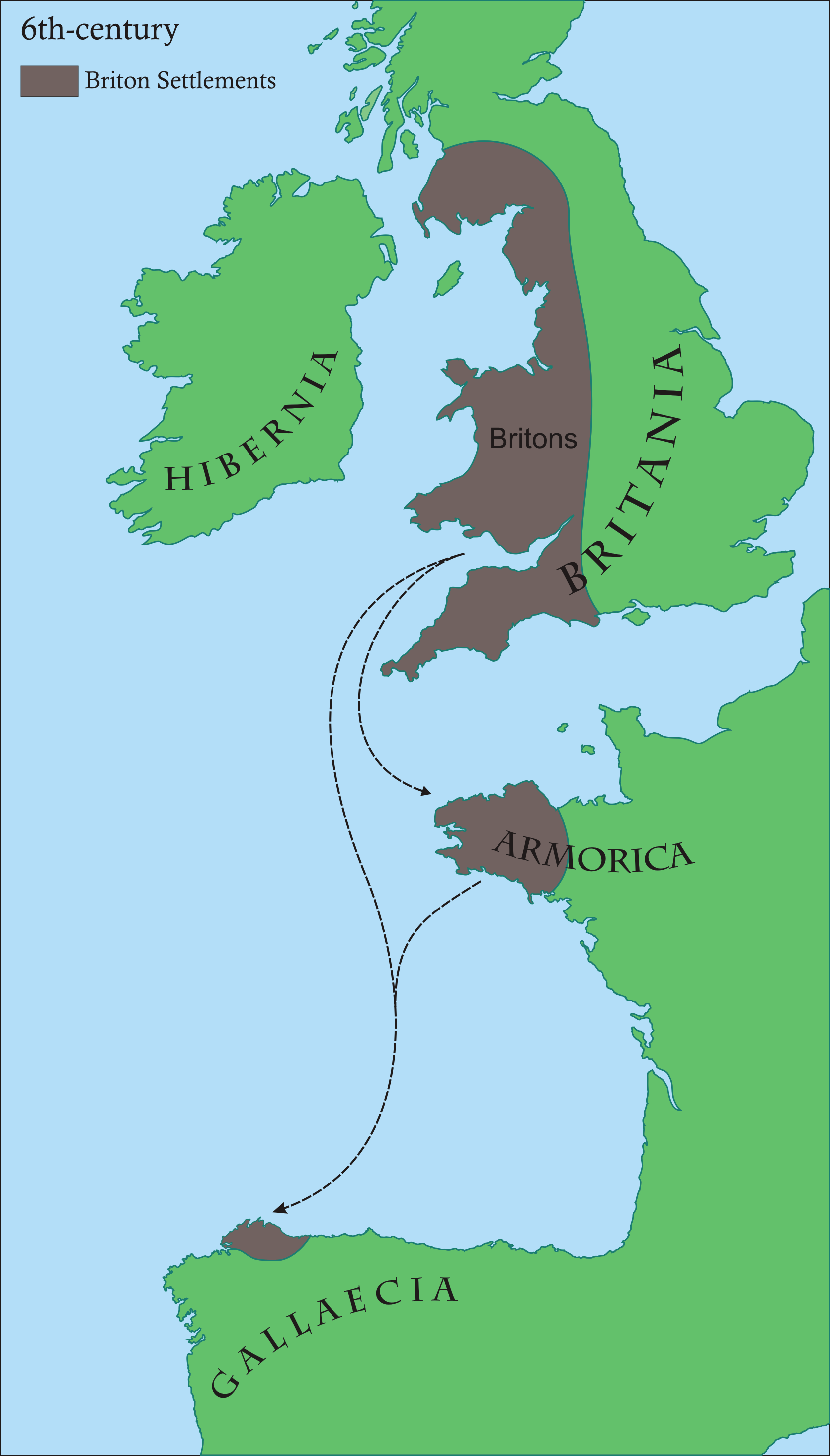
La communauté de langue brittonique vers le VIe siècle. Il n'y a pas de trace écrite, ni même un témoignage indirect de l'utilisation du brittonique en Espagne

Le breton est une langue celtique de la branche brittonique, en cela proche du gallois et plus encore du cornique,. Son histoire en Bretagne « continentale » commence à la fin de l’Antiquité et la langue s’y implante autour du Ve siècle à la faveur des migrations de populations bretonnes vers la péninsule armoricaine.
Du fait de sa proximité immédiate avec le roman, puis le gallo et le français, la langue bretonne a intégré au fil des siècles de nombreux mots d'origine latine. Certains termes aujourd'hui jugés fautifs ou considérés comme de récents emprunts à la langue française sont ainsi utilisés en breton depuis très longtemps. C'est notamment le cas pour les termes partout (« partout »), déjà relevé en 1575 et langaj (« langage »), signalé sur le Catholicon en 1499.
Le breton est généralement scindé en trois phases historiques :
- le vieux breton, du Ve au XIe siècle ;
- le moyen breton, du XIIe au XVIe siècle ;
- le breton moderne, du XVIIe à nos jours[17].

Cette langue est traditionnellement parlée dans la partie occidentale de la Bretagne (ou Basse-Bretagne) à partir d'une ligne allant de Saint-Brieuc (au nord) au pays de Guérande (au sud).

### Antiquité
Sous l'Empire romain, le brittonique dont est issu le breton, était parlé dans la province romaine de Britannia, soit à l'ouest des Pennines environ jusqu'à la Clyde (rivière de Glasgow), le latin n'ayant pas remplacé la langue vernaculaire. C'est dans ce breton qu’écrivent les poètes Aneurin et Taliesin dans les royaumes bretons du sud de l'Écosse actuelle. Au XIXe siècle en France, on commence à appeler cette langue le brittonique pour le distinguer du breton armoricain. Ce terme désigne aussi la langue bretonne avant le VIIe siècle.
Avec le déclin de l'Empire romain d'Occident, des communautés entières de Britto-Romains émigrent dans une partie de l'Armorique depuis les régions de l’ouest de la Bretagne insulaire (aujourd’hui appelée « Grande-Bretagne »), surtout depuis le Devon et la Cornouailles. Ces émigrants apportent avec eux leur culture, leur organisation et leur langue et se mélangent à la population gallo-romaine d'Armorique.
Certains historiens, comme Léon Fleuriot dans son ouvrage Les Origines de la Bretagne : l'émigration (1980), se fondant sur César et Tacite, ont proposé une proximité du breton avec le gaulois. Dans les années 1950, le chanoine Falc'hun avança que le breton aurait bénéficié d’un apport du gaulois. Pour lui, ceci expliquerait la principale différence du vannetais avec les autres dialectes bretons, à savoir l'accent sur la finale des mots et non la pénultième. Son premier argument consistait en la persistance du gaulois chez les Arvernes jusqu'à une époque tardive, ce qui lui faisait supposer qu’il devait en être de même en Armorique. Cette hypothèse a été contestée entre autres par Kenneth Jackson dans son ouvrage sur l’histoire de la langue bretonne en 1969, et elle est aujourd’hui rejetée par les spécialistes.
Ce dernier a par ailleurs utilisé l'Atlas linguistique de basse-Bretagne, de Pierre Le Roux, afin de mettre en évidence le rôle des routes dans la diffusion des influences depuis le centre-Bretagne.
On sait aujourd’hui que :
- le KLT (voir l’article ou les explications plus bas) comme le gallois sont accentués sur la pénultième[19] ;
- le vieil irlandais était accentué sur la première syllabe ;
- le gaulois était accentué sur l’antépénultième, l’initiale ou la finale.

Cette diversité de la position de l’accent tonique dans les langues celtiques interdirait toute supposition sur la place de l’accent en vieux celtique et ne permettrait pas d’expliquer par un substrat gaulois les spécificités du vannetais.
Par contre, la romanisation semble avoir été bien plus avancée dans le vannetais, où les vestiges gallo-romains sont bien plus nombreux que dans le reste de la Bretagne. 
- Les Vénètes armoricains constituaient un peuple gaulois, qui au Ier siècle av. J.-C. résidait dans l'actuel département du Morbihan et a donné son nom à la ville de Vannes (Gwened en breton). Il est essentiellement connu à travers les mentions de Jules César dans ses Commentaires sur la Guerre des Gaules.

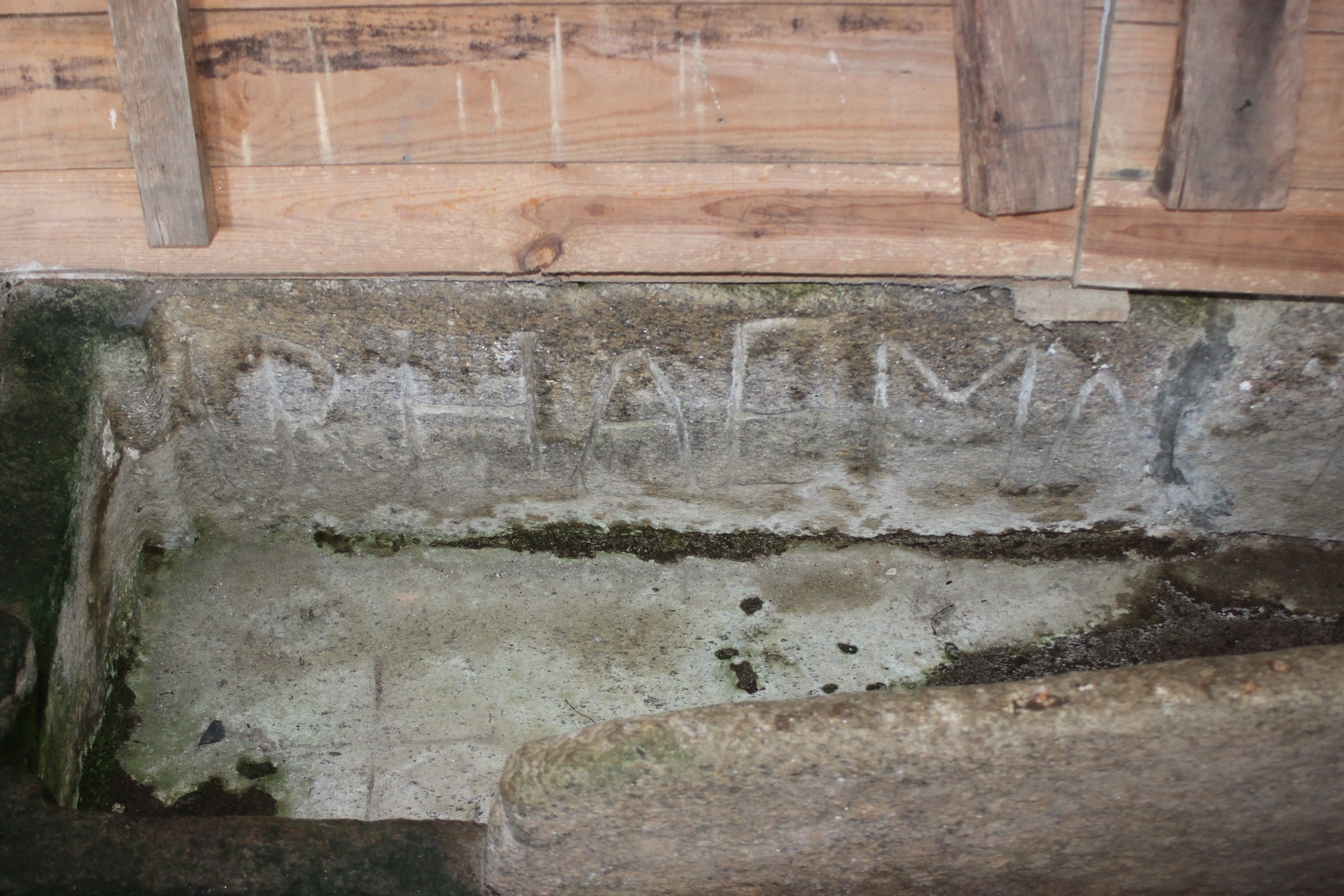
Inscription « IRHAEMA * I.N.R.I. » remontant au VI dans la Chapelle Saint-André de Lomarec à Crach. Ce serait la plus ancienne inscription en breton (après l'important bloc de granite à Gomené gravé « CED PARTH SO » (« partie donnée ceci »).

De plus, la palatalisation de /k/ et /g/ est un phénomène inhérent au bas-latin des IIe et IIIe siècles, donc avant les premières immigrations bretonnes. Enfin, le vannetais et le bas-cornouaillais ont effectué plus d’emprunts au roman que les autres dialectes, surtout le long de la route Vannes-Quimper. L'accentuation du vannetais aurait été celle du vieux-breton dans son ensemble. Son maintien ne peut cependant être dû en tout à l’influence romane, puisque les langues romanes privilégient les paroxytons, c’est-à-dire les mots accentués sur l’avant-dernière syllabe

### Haut Moyen Âge
À la suite de la bataille de Jengland (851), la Bretagne s'agrège les Marches de Bretagne, comprenant notamment Nantes et Rennes. Ces villes romanes exerceront une influence notable dans le recul du breton parmi l’élite bretonne : dès le haut Moyen Âge, le roman de l'Ouest (ancêtre du gallo actuel) tend à remplacer le breton dans l’administration ducale et le dernier duc de Bretagne à parler breton est supposé être Alain IV Fergent (mort en 1119). Les archives sont muettes sur l'usage ou non de cette langue par les ducs suivants.

### Moyen Âge
C’est à cette époque que le breton est devenu une langue propre à la Bretagne armoricaine. Il a été étudié par Léon Fleuriot dans sa grammaire et son dictionnaire du vieux-breton.
On distingue :
- le vieux breton, du VIIe au XIe siècle.
- le moyen breton, de la fin du XIe siècle à la fin du XVIe siècle. De la littérature de cette époque nous est parvenue, principalement de la poésie et du théâtre, pour la plus grande part d’inspiration religieuse. Des termes et des noms propres en breton apparaissent dans les textes de la matière de Bretagne et les lais bretons de Marie de France.

Carte montrant l'extension maximum des toponymes en breton.

Vers l’an 1000, en suivant la frontière des toponymes signifiant monastère : Mouster, Monter, Montoir (établis dans une localité à l’époque bretonnante) qui s’opposent au toponyme moutiers (établis dans une localité à l’époque de langue romane), on s’aperçoit que le breton était usité dans à peu près les trois départements du Morbihan, du Finistère, Côtes-d'Armor, une petite partie de celui d'Ille-et-Vilaine et le pays Guérandais dans la Loire-Atlantique.
- Au XIVe siècle, le breton était parlé à l’est de Loudéac, à Plémet (en 1350 à l’occasion du jugement de canonisation de saint Yves, un interprète était originaire de cette paroisse).
- En 1499, le chevalier allemand Arnold von Harff met par écrit quelques phrases de breton entendues à Nantes.

Jusqu’au XIIe siècle, il resta le parler des élites de l’État breton, il ne fut ensuite plus que celui du peuple de Bretagne occidentale ou Basse-Bretagne (en breton Breizh Izel) quand successivement la noblesse, puis la bourgeoisie, bretonnes se francisèrent en passant du latin au français. Pour l’écrit, le duché de Bretagne employa le latin puis le français au XVe siècle.
Voir aussi : langue en Loire-Atlantique et breton de Batz-sur-Mer

### Politique linguistique des ducs de Bretagne
Dès la fin du XIIIe siècle et bien avant la réunion du duché de Bretagne au royaume de France, l'administration ducale abandonna le latin au profit du français, sans passer par le breton. Jusqu'au XIIIe siècle, les actes administratifs et juridiques sont rédigés en latin, puis le français concurrence le latin dans les actes de la chancellerie, avant de le remplacer définitivement,. L'historien Jean Kerhervé affirme n'avoir jamais retrouvé au cours de ses dépouillements d'archives un quelconque document financier en breton.
Par ailleurs, aucun des derniers ducs de Bretagne ne s'exprima officiellement en breton, et leur effort de centralisation s'appuyait exclusivement sur l'utilisation du français. Ainsi, Charles de Blois (1341-1364) devait-il recourir aux services d'un interprète lorsqu'il devait s'adresser à ses sujets de Basse-Bretagne. Mais il est vrai que ce prince français devenu duc par mariage était né à Blois. Si la diplomatique bretonne était rédigée en langues romanes, on ne sait rien des langues parlées par les ducs et princes bretons dans la sphère privée. Ceux qui avaient longtemps résidé dans des villes bretonnantes (Guingamp, Hennebont, Vannes...) pouvaient-ils ignorer la langue vernaculaire ?
Terminé en 1464, le Catholicon de Jehan Lagadeuc, dictionnaire trilingue breton-français-latin, est à la fois le premier dictionnaire breton, le premier dictionnaire français et le premier dictionnaire trilingue.

### Politique linguistique des rois de France

Évolution de la langue bretonne du Moyen Âge à l'époque contemporaine.

Après l'union du duché à la France, l’Ancien Régime, faisant peu de cas des langues locales, accepta le breton comme il était : essentiellement une langue vernaculaire et utilisée pour le culte. Cependant l'usage du français fut imposé dans l’administration, suivant l’ordonnance de Villers-Cotterêts, qui prescrivait l’emploi du français dans les cours de justice et les actes officiels. Mais cette imposition fut de portée symbolique, car le duché de Bretagne avait abandonné le latin pour le français comme langue administrative plus d’un siècle avant le royaume de France,.

### Politique linguistique pendant la Révolution
En 1790, l’Assemblée nationale commence par faire traduire dans toutes les langues régionales les lois et décrets, avant d’abandonner cet effort trop coûteux. En 1794, Barère effectue une présentation au Comité de salut public de son « rapport sur les idiomes », dans lequel il déclarait que « le fédéralisme et la superstition parlent bas-breton » (Le fédéralisme étant présenté par ce Comité comme ennemi de la « République une et indivisible »).

« Je commence par le bas-breton. (...) Là, l'ignorance perpétue le joug imposé par les prêtres et les nobles (...). Les habitans des campagnes n'entendent que le bas-breton ; c'est avec cet instrument barbare que les prêtres et les intrigans les tiennent sous leur empire, dirigent leurs consciences, et empêchent les citoyens de connoitre les lois et d'aimer la République. L'éducation publique ne peut s'y établir, la rénénération nationale y est impossible. »

Cet usage imposé de la langue française, principalement dans l'enseignement, est présenté aussi par ses promoteurs comme visant à élever le niveau de connaissance de la population par l'instruction ainsi que par la diffusion d'une langue commune. Pour les révolutionnaires, laisser les citoyens ignorants de la langue nationale est un obstacle à la démocratie et aux débats démocratiques, c'est les laisser à la merci de l'arbitraire, mais c'est également un obstacle à la diffusion des idées révolutionnaires : « La monarchie avait des raisons de ressembler à la tour de Babel ; dans la démocratie, laisser les citoyens ignorants de la langue nationale, incapables de contrôler le pouvoir, c'est trahir la patrie […] Nous devons aux citoyens « l'instrument de la pensée publique, l'agent le plus sûr de la Révolution », le même langage ».
De l'idée de « langue commune », on passe rapidement à l'idée de « langue unique » demandant l'éradication des autres langues. L’abbé Grégoire déclare en 1793 devant de Comité de l'instruction publique : « il est plus important qu'on ne pense, en politique, d'extirper cette diversité d'idiomes grossiers, qui prolongent l'enfance de la raison et la vieillesse des préjugés. », et l'année suivante il rend son « Rapport sur la nécessité et les moyens d'anéantir les patois et d'universaliser l'usage de la langue française. ».
Le 21 octobre 1793, une loi institue des écoles primaires d’État où les élèves apprennent le français. Le 26 octobre, par décret, la Convention décide que « le français sera seul en usage à l’école ». Le 27 janvier 1794, un décret ordonne la nomination, dans chaque commune où on ne parle pas français, d’un instituteur francophone. Mais, vu le peu d'établissements scolaires, ces mesures ne furent pas suivies d'effets immédiats, l'instruction publique et obligatoire n'étant mise en place que sous la Troisième République.

### Période romantique: renouveau de la langue bretonne

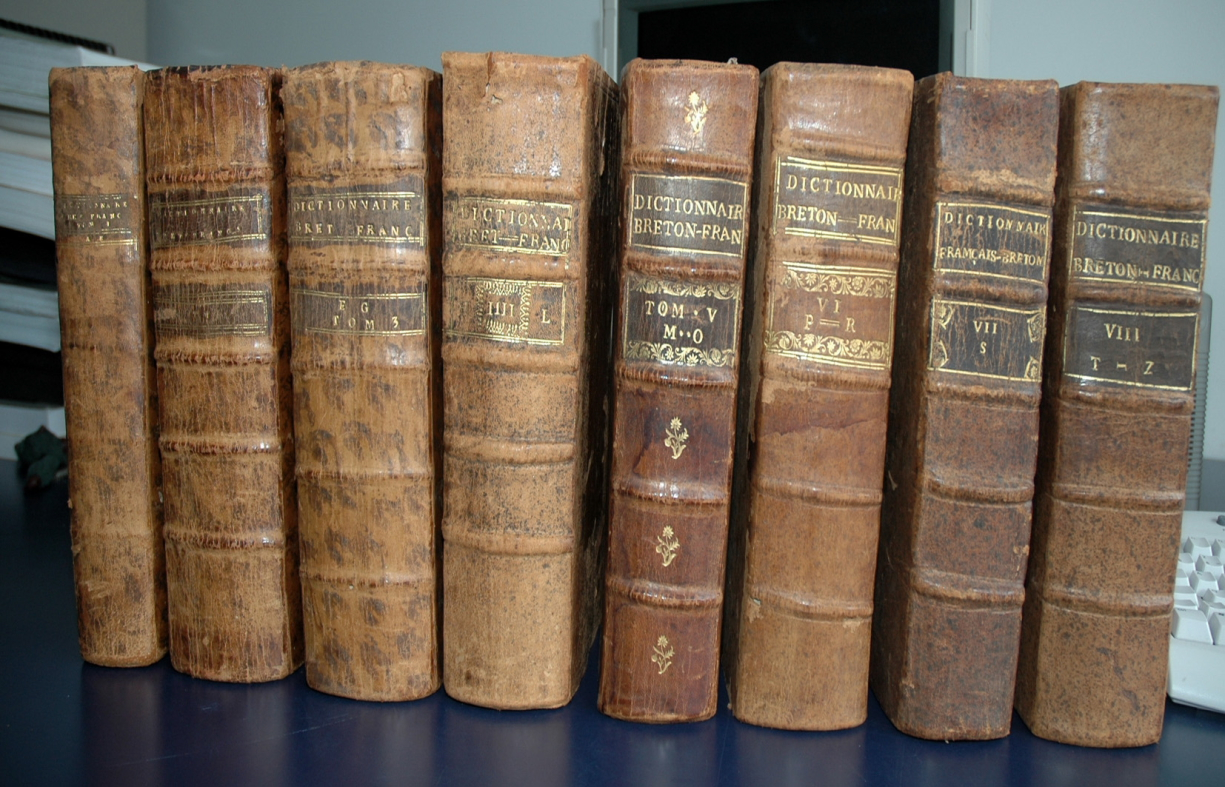
Dictionnaire franco-breton.

En 1805, l’Académie Celtique est fondée par Napoléon Ier. C’est la première association étudiant la langue et la culture bretonne. Le président est Théophile-Malo de La Tour d'Auvergne-Corret. Mais cette académie n'échappe pas aux dérives de la celtomanie, qui prétendait démontrer que la langue bretonne était à l'origine de toutes les autres langues, théorie jugée farfelue par certains et défendue par d'autres hommes tels que Jacques Le Brigant et Jean-François Le Gonidec.
En 1807, Jean-François Le Gonidec publie une Grammaire celto-bretonne, dans laquelle il réforme l’orthographe du breton, puis en 1821 un Dictionnaire celto-breton, en s'employant à retrouver une pureté de la langue. Mais, trop intellectuelle et trop à contresens des idées dominantes, son œuvre resta théorique. Ce sont les jeunes bretonnants depuis le début du XXe siècle qui se sont réapproprié leur langue et mis en application l'enseignement de Le Gonidec, ce qui continue aujourd’hui.
D'après Abel Hugo, vers 1835 le langage « brezounecq » , vulgairement nommé bas-breton, était la langue maternelle de plus de 1 100 000 habitants sur les 1 556 790 qui composaient la population des départements du Morbihan, du Finistère et des Côtes-du-Nord.
En 1839, Villemarqué publie le Barzaz Breiz, recueil de chants traditionnels en breton, présentant une « histoire poétique de la Bretagne ». On sait aujourd’hui que certains des textes collectés ont été revus et modifiés par l’auteur, comme le faisaient les auteurs de contes populaires tels Charles Perrault et Grimm, et certains autres textes ont été entièrement composés par lui, mais Donatien Laurent a montré dans sa thèse soutenue en 1974 que ces arrangements ne représentent qu'une part minime du recueil. C’est de son œuvre que date le renouveau littéraire breton. D'autres recueils comme ceux de l'abbé Augustin Conq contenant notamment la chanson Breiz-Izel paraissent en 1937. En 1864, Charles de Gaulle, oncle du futur Général de Gaulle, lance son Appel aux Celtes pour la renaissance littéraire et linguistique de la Bretagne et des pays celtes frères.

### Politique linguistique sous laIIIeRépublique

#### La lutte contre l'utilisation du breton dans les églises

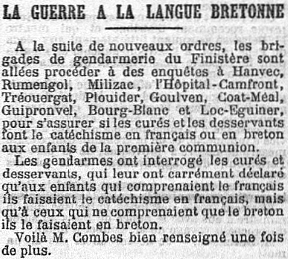
La lutte contre l'emploi de la langue bretonne par le clergé (journal La Croix du 25 novembre 1903).

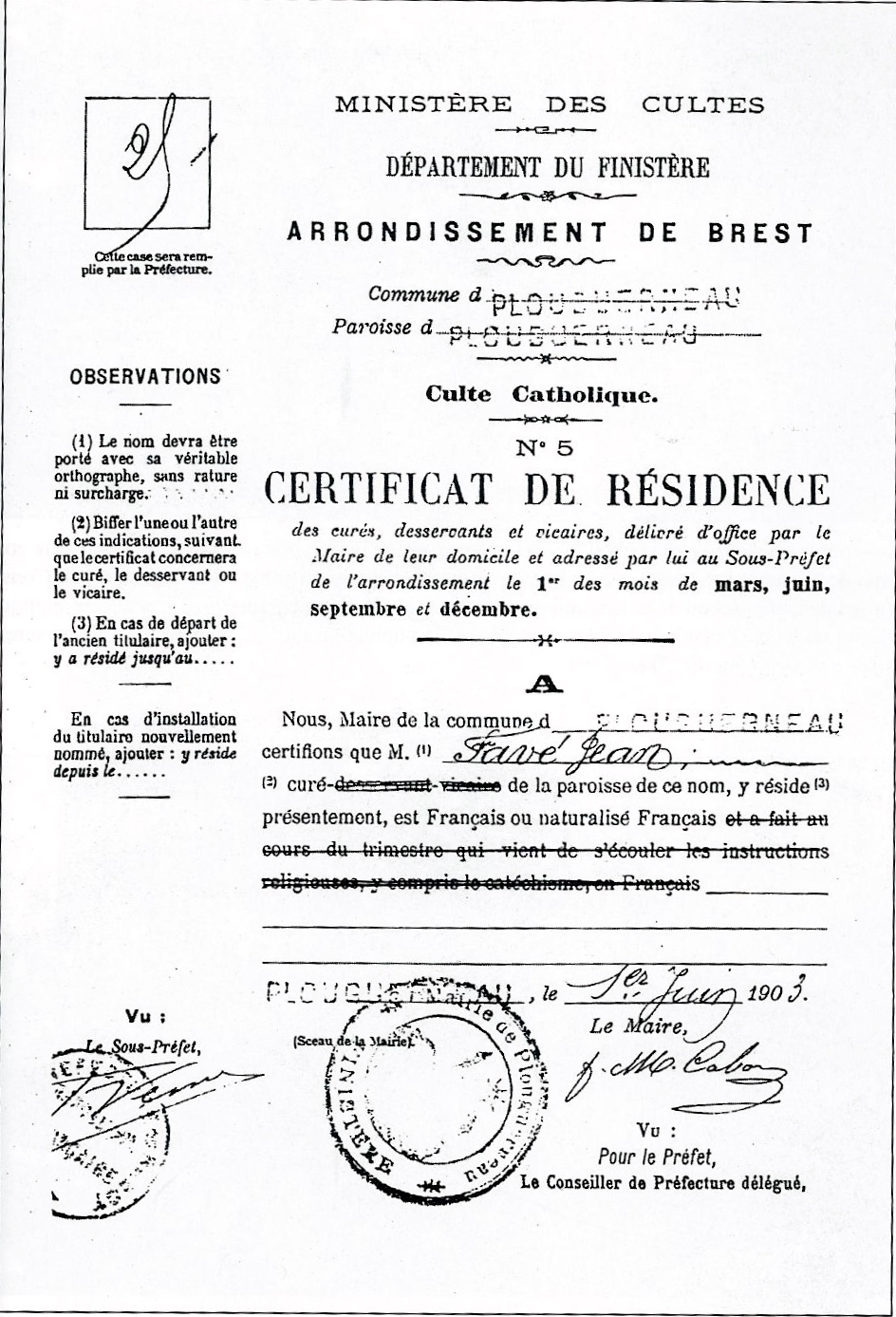
Certificat de résidence n°5 avec la mention "a fait au cours du trimestre qui vient de s'écouler les instructions religieuses, y compris le catéchisme, en français" rayée par le maire de Plouguerneau (1903).

La circulaire Dumay du 30 octobre 1890 énonce qu'« en principe le budget de l'État n'a pour but que de rétribuer des services accomplis dans la langue nationale et dans l'intérêt français ». Elle vise donc directement les membres du clergé qui, en Basse Bretagne et ailleurs, font usage d'une autre langue que le français pour la prédication et l'instruction religieuse, notamment le catéchisme. Mais cette circulaire ne fut pas appliquée.
Par contre la circulaire du 29 septembre 1902, signée par Émile Combes, alors président du conseil, mais aussi ministre de l'intérieur et des cultes, fut appliquée : les maires devaient signer chaque trimestre en vertu du Concordat un certificat de résidence attestant de la présence des curés, desservants et vicaires dans leur commune afin qu'ils puissent recevoir leur traitement ; ce certificat de résidence "modèle 5" fut modifié en fonction de la circulaire, un rajout indiquant pour chaque prêtre « et a fait au cours du trimestre qui vient de s'écouler les instructions religieuses, y compris le catéchisme, en français ». Plusieurs maires refusèrent de signer un tel document, d'autres rayant ce rajout sur le certificat de résidence. En conséquence, 87 prêtres furent, dans le seul département du Finistère, frappés en 1903-1904 par des suspensions de traitement pour « usage abusif de la langue bretonne dans l'enseignement du catéchisme et la  prédication » (d'autres l'étant aussi dans les parties bretonnantes des Côtes-du-Nord et du Morbihan, 127 prêtres bretons furent en tout concernés, même si la suspension de traitement ne fut pas appliquée à tous les prêtres qui auraient pu être concernés).
Selon une déclaration faite par Émile Combes à la Chambre des députés le 16 janvier 1903, dans trois communes du Finistère seulement, le catéchisme était alors enseigné uniquement en français : Brest, Saint-Pierre-Quilbignon et Le Relecq-Kerhuon.

#### La lutte contre l'utilisation du breton dans les écoles

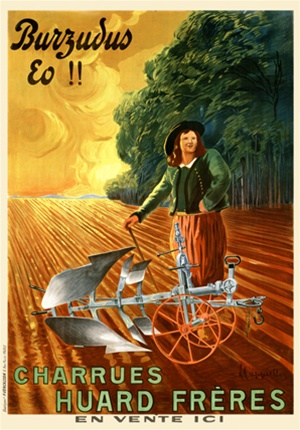
Société fondée à Châteaubriant en 1863, le constructeur de matériel agricole Huard adopte le slogan en breton Burzudus eo !!, ce qui signifie en français « C'est miraculeux !! », un peu avant la création de cette affiche en 1911 par Leonetto Cappiello. Cependant, si Châteaubriant est bien en Bretagne historique, la langue bretonne n'y est déjà plus en usage à cette époque depuis fort longtemps.

Sous la IIIe République, les pouvoirs publics désirent assurer l’unité française et faciliter la promotion sociale au sein de la nation. Pour ces raisons, les responsables de l’enseignement public commencent à proscrire l’usage de tous patois ou parlers régionaux à l’école. À partir du milieu du XIXe siècle, le breton est appelé yezh ar moc'h, « la langue des oies et des cochons »
En 1902, le ministère Combes promulgue par décret l’interdiction de « l’usage abusif du breton. » Les écoles religieuses suivent rapidement et le breton n’est plus enseigné à partir du début du XXe siècle mais continue à être transmis de génération en génération par voie orale.
Il faut noter quelques initiatives particulières tendant à promouvoir un certain enseignement de la langue bretonne dans les écoles chrétiennes, depuis celle du frère Constantius au début du siècle, au pays de Léon principalement, jusqu’à celle du frère Seité, après la dernière guerre.
Au milieu du XIXe siècle, selon François Vallée, il existait des écoles privées chrétiennes qui, entre autres choses, apprenaient à lire en breton et en latin, et enseignaient quelques rudiments de français littéraire. Un certain nombre d’évêques, également au XIXe siècle, en Basse-Bretagne, l'évêque de Quimper Joseph-Marie Graveran en particulier, ont essayé d’organiser un enseignement du breton et de l’histoire de la Bretagne, parfois en breton, comme le montre l’histoire de Bretagne en breton rédigée par Anna Mezmeur (br), religieuse de la congrégation du Saint-Esprit.
La politique scolaire contre le breton date de la fin du XIXe siècle. Elle utilise alors deux méthodes :
- d’une part, le breton n’est plus enseigné à l’école, car on fait fermer les écoles en breton[36] ;
- d’autre part, le français doit être la seule langue utilisée dans les écoles républicaines, y compris dans les cours de récréation. Comme les autres locuteurs des langues parlées en France et dans les possessions françaises d’Outre-Mer, les élèves bretonnants subissent des persécutions officielles au moyen notamment de pratiques humiliantes. Ainsi se répand la pratique du symbole, petit objet qui passe au cou d’élève à élève pendant la récréation à chaque fois que l’un d’entre eux parle breton, avec une punition pour le dernier élève à l’avoir.

Certains pensent que la politique française vise à imposer pour des motifs idéologiques la langue française comme langue unique de la République. Pour illustrer la vigueur de cette politique, ils s’appuient notamment sur une phrase qui aurait été longtemps affichée dans certaines écoles primaires : « Il est interdit de parler breton et de cracher par terre », phrase qui associe deux interdictions de nature différente, une liée à l’hygiène et une à l’emploi de la langue, censée illustrer la politique d’amalgame et de dévalorisation employée pour parvenir à éradiquer le breton en Bretagne. Or à ce jour[Quand ?] aucune affiche de ce type n'a été mise au jour et les exemplaires étudiés se sont révélés être des montages récents.
Ainsi, récemment il a été affirmé que le Musée rural de l’éducation de Bothoa à Saint-Nicolas-du-Pélem dans les Côtes-d'Armor possédait une telle affiche, or après enquête ce musée ne possède aucune affiche portant une telle mention. Fañch Broudig qui a mené une étude sur le sujet a conclu à un faux pour un autre cas impliquant le Musée de l'école rurale de Trégarvan:

« Autant le principe édicté en 1897 par l’inspecteur d’académie du Finistère, Dosimont, selon lequel pas un mot de breton ne devait être prononcé ni en classe ni dans les cours de récréation est couramment référencé, autant il est difficile de retrouver trace de l’interdiction « de cracher par terre et de parler breton » […] Sous réserve d’inventaire complémentaire, il faut considérer que la phrase que l’on brandit désormais comme un contre-slogan est, historiquement, une extrapolation. »

Toutefois, il convient de noter que le ministère de l’Éducation chercha à proscrire le breton dans les écoles via plusieurs directives. Le même auteur cite, en outre, le Règlement pour les écoles primaires élémentaires de l’arrondissement de Lorient, adopté et arrêté par le Comité supérieur de l’arrondissement en 1836 et approuvé par le recteur d'académie en 1842, qui dispose : « Art. 21. Il est défendu aux élèves de parler breton, même pendant la récréation et de proférer aucune parole grossière. Aucun livre breton ne devra être admis ni toléré. » S’exprimer en breton et parler « grossièrement » font l’objet de la même prohibition.
Cette action de l'État contre la langue a été « essentiel[le], et, […] déterminant[e] » pour son recul, selon Fañch Broudig, même s'il admet que la disparition du breton se passa dans l'indifférence des Bretons qui adoptèrent librement le français après-guerre afin d'accéder à d'autres connaissances et opportunités. L'accusation d'une « culture humiliée » par l'État est née au XXe siècle et a été développée ensuite par le Mouvement breton.

### Entre-deux-guerres et Occupation
Avant la Première Guerre mondiale, la moitié de la population de Basse-Bretagne ne connaissait que le breton, l’autre moitié étant bilingue breton-français.
Régulièrement, des voix s’élèveront en faveur de l'enseignement du breton, mais elles resteront minoritaires. En particulier, de grandes pétitions (Er Brezhoneg er skol dans les années 1930, la grande pétition populaire d’Emgleo Breiz en 1967) et des manifestations régulières demanderont l’enseignement du breton.
À partir de 1925, grâce à Roparz Hemon la revue Gwalarn vit le jour. Au cours de ses dix-neuf années d’existence, elle tenta d’élever cette langue au niveau des autres grandes langues « internationales » en créant des œuvres originales couvrant tous les genres et en proposant des traductions du patrimoine littéraire de l’humanité. Cependant, l’œuvre d’Hémon suscitera de nombreuses controverses politiques à la suite de sa collaboration pendant l'Occupation.
Pourtant, une première partie des bretonnants passera au français dans les années 1930 pour plusieurs raisons :
- profitant du fait que le breton soit une langue orale et très peu écrite (les enfants partant bien souvent en mer avec les aînés), l'État impose le français comme langue de communication formelle ;
- c’était le moyen de communiquer avec le reste de la Bretagne et de la France, à la suite du brassage national accéléré par le service militaire, la Première Guerre mondiale et l'amélioration des voies de communication ;
- l'éducation nationale interdisait et réprimandait toujours l'usage du breton.
- le français était également perçu par les Bretons comme la langue du progrès, permettant de grimper dans l'échelle sociale, face au breton qui restait yezh ar vezh, la langue de la honte, et parler des "ploucs".
- l'expatriation de nombreux Bretons, qui partent chercher du travail en dehors de Bretagne, et dont les enfants seront élevés en français.

Fin mars 1941, Joseph Barthélemy, ministre de la Justice du gouvernement de Vichy déclare : « je m’opposerai à l’enseignement de la langue bretonne dans les écoles primaires »[réf. nécessaire]. Pourtant, le régime de Vichy, influencé par le traditionalisme maurassien et barressien, se montre conciliant à l'égard des langues régionales : les premières lois en faveur de l'enseignement de ces langues sont dues au ministre vichyssois Jérôme Carcopino. L'objectif de la Révolution nationale, l'idéologie officielle du Régime de Vichy, est de vivifier le nationalisme français chez les enfants en développant chez eux l'attachement au sol natal notamment par l’arrêté du 12 décembre 1941 qui autorise l’enseignement facultatif des « parlers locaux » dans les écoles primaires. Le régionalisme pétainiste prétend unir la grande et la petite patrie présentée comme une communauté réelle par opposition aux « abstractions » administratives issues de la Révolution française et de la République. Ces lois comme l’ensemble des mesures prises par le gouvernement de Vichy, seront abrogées à la Libération.
Yann Kerlann crée la première école en breton (cinq élèves issus de familles du mouvement breton) à Plestin-les-Grèves en novembre 1942, non loin de Lannion, définitivement interrompue en 1944. Cette école est dirigée par Yann Kerlann qui après la mort de Yann Sohier a été le responsable d’Ar Falz, mouvement qui regroupait les instituteurs publics partisans de l’enseignement du breton.
En 1942, R.Panier indique dans la revue "Le Français moderne", que du fait de l'école primaire, du service militaire ou bien encore de la vie administrative, la totalité de la Bretagne bretonnante est désormais bilingue.

### Paradoxe de l'Après-guerre
Alors que des mesures viennent favoriser l'enseignement des langues régionales, l'abandon du breton par les classes populaires s'intensifie.
Le reste des bretonnants, après la Seconde Guerre mondiale, passera au français pour plusieurs raisons :
- l’idée que les opportunités de travail et la promotion sociale (par exemple pour les emplois administratifs et militaires) passent par la maîtrise du français ;
- le chemin de fer a considérablement augmenté les brassages de population (venue de touristes, exode rural vers les villes) ; avec la généralisation des congés payés, on assiste, notamment en été, au retour des émigrés de deuxième génération (nés hors de Bretagne) qui ne parlent plus breton ou le parlent mal ;
- la reconstruction faisant suite aux bombardements anglais et américains durant la guerre a nécessité des travailleurs mieux formés, donc des élèves mieux éduqués. Ceci n'était possible que par l'intermédiaire des écoles publiques de la République française dans lesquelles la langue bretonne reste prohibée.

En avril 1945, le Conseil de la faculté des lettres de Rennes émet un vœu en faveur de l’admission du breton à l’oral du baccalauréat : « Les signataires tiennent à affirmer le loyal attachement à la France de tous les Bretons, attachement que garantiraient, s’il en était besoin, les quatre années de résistance acharnée soutenue par la Bretagne contre l’Allemagne et l’échec retentissant infligé aux tentatives de division des complices de l’ennemi. ». En 1945, Ar Falz propose de reprendre aux laïques de Bretagne la pétition interrompue par la guerre, en faveur de l’enseignement de la langue bretonne.
C'est dans les années 1950 que l'abandon du breton s'est réellement développé en Basse-Bretagne, pour des motifs que Fañch Broudic analyse comme suit :

« Dans le cas de la Basse-Bretagne, le changement de langue n'a pu se faire en particulier que parce qu'un profond mouvement d'opinion s'est, à un moment donné, prononcé dans ce sens. Le pouvoir d'État, à lui seul, ne pouvait l'imposer : les violentes réactions provoquées par les décisions d'Émile Combes en 1902 le prouvent d'abondance. À peine cinquante ans plus tard, la jeunesse féminine opte ostensiblement pour le français et les familles décident de ne plus élever leurs enfants en breton : aucune injonction ne leur avait été adressée en ce sens. »

Selon l'auteur, c'est en définitive le désir de modernité et de changements économiques qui a conduit à l'adoption volontaire du français. Ce remplacement de langue sur quelques décennies, en favorisant les échanges, a eu pour effet de stimuler l'économie de la Bretagne et a profondément changé la société.
Peu de bretonnants s’en inquiètent, persuadés que le breton n’est pas l’avenir pour leurs enfants ou, au mieux, que ceux-ci l’apprendront par le fait de vivre dans un milieu bretonnant. Mais dans les années 1950-1970, les enfants exclusivement bretonnants se sont raréfiés, ils sont soit bilingues français-breton soit monolingues français. Puis le bilinguisme s’est progressivement éteint chez les enfants, et au début des années 1980, le pourcentage d’élèves parlant breton au début de leur scolarisation est marginal. Le breton est alors quasi exclusivement parlé par des adultes qui très rarement savent l’écrire.
En 1946, ce fut Al Liamm qui prit la suite de Gwalarn. D’autres revues existent et font de la langue bretonne une langue à littérature plutôt fournie pour une langue minoritaire. Skol Vreizh, Emgleo Breiz, Al Lanv, Ar Skol Vrezoneg, Mouladurioù Hor Yezh, An Here, Evit ar brezhoneg et d’autres encore.
En 1951, est votée la loi Deixonne autorisant l’organisation de cours facultatifs pour quatre langues « locales », dont le breton. Mais l’impact en est réduit, non seulement en raison des dispositions limitées de la loi elle-même et de l’absence de décrets d’application (qui ne paraîtront que trente ans plus tard), mais également à cause de l’application restrictive qui en est faite. De fait, même si l’enseignement était autorisé dans certaines conditions, il n’était possible presque nulle part. Et aucun enseignant n’étant formé, aucun diplôme n’existant, quasiment personne ne pouvait en assurer l’enseignement.
L’abbé Armand Le Calvez (revue d’étude pédagogique intitulée Skol) est le fondateur et le directeur de la première école entièrement en breton, une école catholique, Skol Sant-Erwan (école Saint-Yves), qui dura trois années, entre 1958 et 1961, à Plouezec, entre Saint-Brieuc et Paimpol. L’abbé dut renoncer à son entreprise à la suite des nouvelles lois qui réglaient les rapports des écoles privées et de l’État à partir de 1962 : ces lois ne lui laissaient plus la liberté de choisir son programme d’enseignement.
En 1977 ouvre la première école Diwan et en 1982 les premières classes bilingues, dans l'enseignement public. En 1999 la France signe la Charte européenne des langues régionales, mais le Conseil constitutionnel l’a déclarée non-conforme à la Constitution. Un amendement constitutionnel permettant sa ratification est voté en 2014 par l'Assemblée nationale, mais le texte est finalement rejeté par le Sénat le 27 octobre 2015.

### Recul de la langue bretonne à travers les siècles
L'existence de deux Bretagnes linguistiquement distinctes est attestée de bonne heure. Au XVe siècle, la chancellerie pontificale, qui demandait au clergé de parler la langue de ses ouailles, distingue la Brittania gallicana et la Brittannia britonizans. Cette limite linguistique qui définit toujours la frontière entre Basse et Haute-Bretagne a fluctué depuis l'émigration bretonne en Armorique au profit du gallo, puis du français.
Francis Gourvil situe cette frontière le long d'une ligne allant de Plouha (Côtes-du-Nord, à l'époque) à l'embouchure de la rivière de Pénerf (Morbihan).
Cette frontière linguistique distinguait historiquement deux régions : la Haute-Bretagne et la Basse-Bretagne.

### Situation actuelle de la langue

#### Locuteurs
Le nombre de locuteurs actifs de la langue sur le territoire de la Bretagne historique s'élevait à 172 000 personnes en 2009 (données officielles présentées par l'Office public de la langue bretonne et établies selon les enquêtes de Fañch Broudig. En 2007, 13 % des habitants de Basse Bretagne et 1 % de ceux de Haute Bretagne affirment parler « très bien » ou « assez bien » le breton. Par ailleurs, 22 % des habitants de Basse Bretagne et 2 % de ceux de Haute Bretagne affirment comprendre le breton (12 % très bien, et 10 % assez bien). 

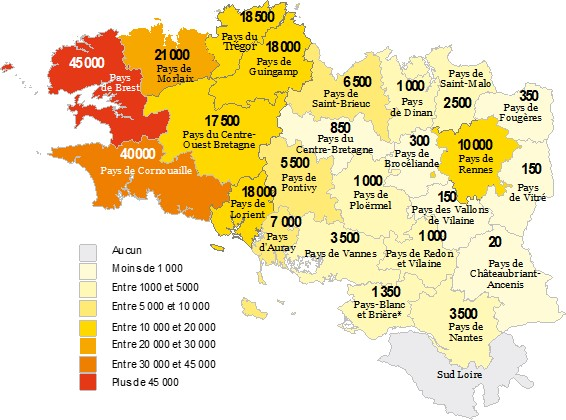
Répartition du nombre de brittophones par pays - 2018

En 1950, il n'y avait plus que 100 000 monolingues bretons, leur nombre est quasi nul depuis les années 1980. Aujourd'hui, le breton est encore parlé et compris par 13 000 personnes, selon les estimations les plus basses et 350 000 personnes selon les estimations les plus hautes, essentiellement des personnes âgées (64 % des locuteurs ont plus de 60 ans). L’Unesco classe le breton parmi les langues « sérieusement en danger ».
Dans son livre et enquête Qui parle breton aujourd'hui ?, Fañch Broudic analyse l’enquête de TMO réalisée en 1997 ; à cette date, il y avait très précisément 0,2 % de jeunes de 15 à 19 ans capables de parler breton, soit moins de 500 personnes. En 2007, la part des jeunes de 15-19 capables de s'exprimer en breton est passée à 4 %. En 1999, 27 % des parents bretonnants transmettaient leur langue à leurs enfants (Insee, Le Boëtté), ils sont en 2007 entre 35 et 40 % (F. Broudic). Fañch Broudic et l'équipe de TMO renouvellent leur sondage en 2009 et évaluent le nombre total de locuteurs à minimum 200 000, dont 60 % sont retraités. La pratique occasionnelle reste prédominante : 35 000 personnes seulement parlent le breton quotidiennement. En 2018, un sondage a été effectué par TMO à la demande de la Région Bretagne ; plus de 8 000 personnes ayant été interrogées, il a été possible d'avoir des données par pays. Un nouveau sondage commandé par la Région Bretagne en 2024 à l'institut TMO révèle que le nombre de locuteurs s'est fortement réduit et est désormais estimé à 127 000 personnes. L'âge moyen des brittophones est néanmoins passé de 70 ans en 2018 à 59 ans en 2024. Le breton compte désormais moins de locuteurs que le gallo. 
Certains poètes, linguistes et écrivains d’expression bretonne possèdent maintenant une renommée internationale, tels Yann-Ber Kalloc'h, Anjela Duval, Pierre-Jakez Hélias. Ces trois écrivains sont quelques-uns des écrivains bretonnants du XXe siècle à avoir eu le breton comme langue maternelle.
- Locuteurs du breton.

#### Difficultés administratives et législatives
La langue bretonne est aujourd’hui la seule langue celtique à ne disposer d’aucun statut car la République française n’a pas ratifié la Charte européenne des langues régionales ou minoritaires et a instauré la loi relative à l’emploi de la langue française dite « loi Toubon ». Chaque année, des rassemblements de plusieurs milliers de personnes[réf. nécessaire] demandent l’abrogation de cette loi unique en Europe et la ratification de la Charte européenne des langues régionales ou minoritaires.
Dernièrement[Quand ?], l’association des écoles Diwan a déposé une plainte devant la Cour européenne des droits de l'homme pour obtenir des autorités publiques qu’elles respectent les droits linguistiques de la population bretonne. Actuellement[Quand ?] il est encore très difficile de mettre en place ou développer l’enseignement du breton,.
Selon les partisans de nouvelles classes bilingues, dans les écoles publiques, les difficultés d’assurer la continuité de l’enseignement du breton dans les collèges ou lycées, ou d’assurer l’enseignement du breton comme deuxième langue vivante (légalement possible, pratiquement inexistante) ou comme troisième langue sont dues à :
- l’interdiction aux élèves étudiant le breton de choisir certaines options (langues ou sciences économiques et sociales, filière S) dans certains établissements, comme le lycée Émile-Zola à Rennes[réf. nécessaire] ;
- les propositions répétées de regroupement des classes de breton en un seul établissement[réf. nécessaire] ;
- la mutation des professeurs de breton malgré la signature d’un accord l’interdisant[réf. nécessaire] ;
- le remplacement de professeurs par des cours par visioconférence, à l’efficacité douteuse[réf. nécessaire] ;
- la diminution du nombre de postes ouverts au concours du CAPES (concours d’enseignement) de breton[réf. nécessaire].

#### Diwan et le changement des années 1980

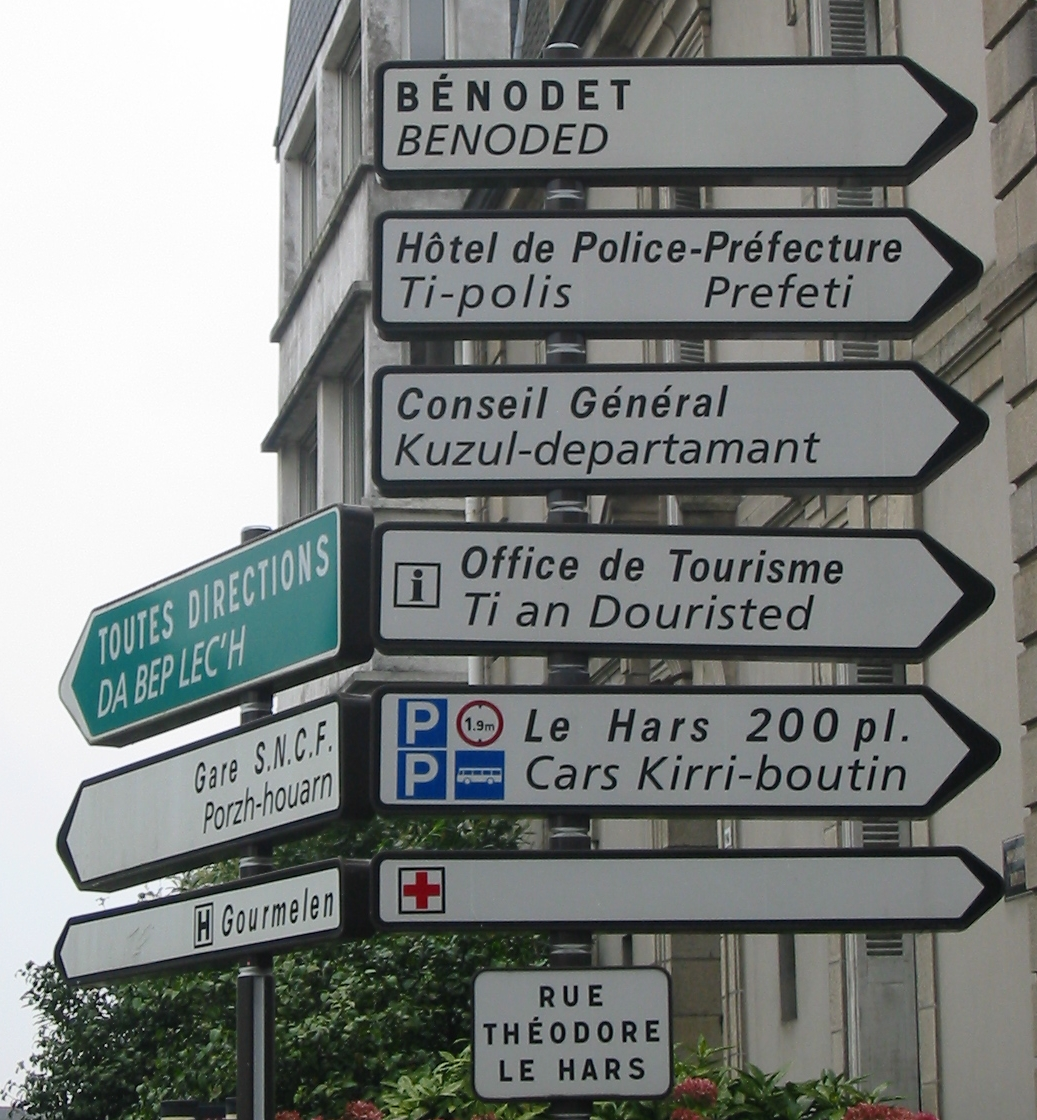
Signalisation bilingue dans les rues de Quimper

C’est au vu de cette situation qui rendait difficile l’enseignement du breton que sont créées en 1977, les écoles Diwan (le germe), qui pratiquent la méthode par immersion pour l’apprentissage du breton. (Voir encore l’article Controverses sur le breton).
En 1982, la circulaire Savary ouvre la possibilité d’une filière de classes bilingues dans l’enseignement. Se mettent alors en place des classes bilingues breton/français dans l’enseignement public à partir de 1983, et dans l’enseignement catholique à partir de 1990.
Les parents de ces élèves bilingues sont regroupés dans deux associations : Div Yezh (deux langues) créée en 1979 pour les écoles publiques, et Dihun (éveil) pour les écoles catholiques (1990 : Dihun-56 ; 1993 : Dihun Penn-ar-Bed et Dihun-Breizh).

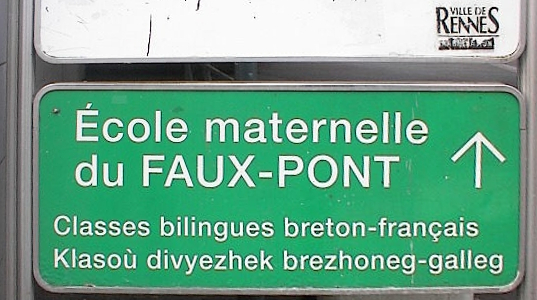
Enseignement à Rennes.

La rentrée de septembre 2024/2025 voit les effectifs croître légèrement avec 20 280 élèves inscrits.
- 3 915 dans les écoles Diwan, toujours en recul
- 11 057 dans les écoles publiques (Div Yezh)
- 5 308 dans les écoles catholiques (Dihun), en léger recul

#### Promotion du breton

La « Spilhennig » (« la petite épingle »), la nouvelle marque de reconnaissance des brittophones.

En 1999 est fondé l'Office de la langue bretonne (Ofis ar Brezhoneg en breton), association chargée de promouvoir le breton dans tous les domaines de la vie sociale et publique. Une de ses activités consiste à proposer et diffuser les terminologies bretonnes adaptées à la vie contemporaine. L'OLB coordonne le développement de la signalisation routières sur les axes départementaus et communaux ainsi qu'à l'intérieur des agglomérations. Il est à l'origine de la création du logo « spilhennig » et de la charte « Ya d’ar brezhoneg » (Oui au breton) qui vise à promouvoir l'emploi du breton dans les organismes, entreprises et communes de la Bretagne historique. Stumdi est un centre de formation crée pour apprendre le breton à un public néophyte ou souhaitant s'améliorer (trois-cent cinquante personnes formées chaque année). En 2010, l'Office de la langue bretonne (OLB) est devenue un établissement public sous le nom de Ofis publik ar brezhoneg - Office public de la langue bretonne.  

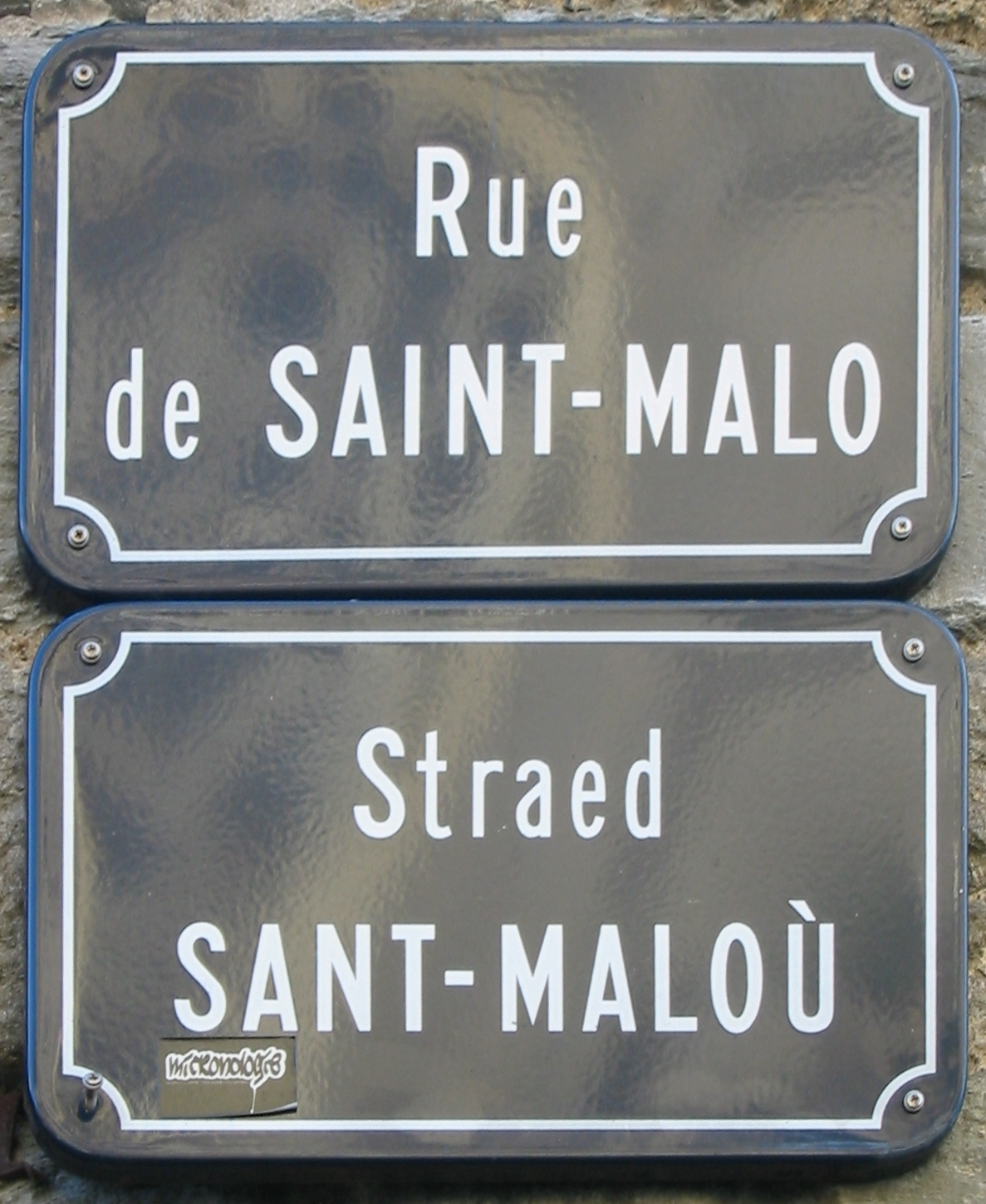
Signalétique bilingue français-breton à Rennes.

Le 17 décembre 2004, le conseil régional de Bretagne reconnaît officiellement et à l’unanimité le breton et le gallo comme « langues de la Bretagne, au côté de la langue française ». Par ce vote, la région « s'engage, en recherchant la plus large association de ses partenaires, et en particulier des cinq départements bretons [les quatre départements de la Bretagne administrative et la Loire-Atlantique], afin de permettre la pérennisation de la langue et de la culture bretonnes ». La région envisage la formation de 150 enseignants par an, et espère atteindre 20 000 élèves dans les filières bilingues en 2010. Elle demande de nouveau à la France de ratifier la Charte européenne des langues régionales ou minoritaires.

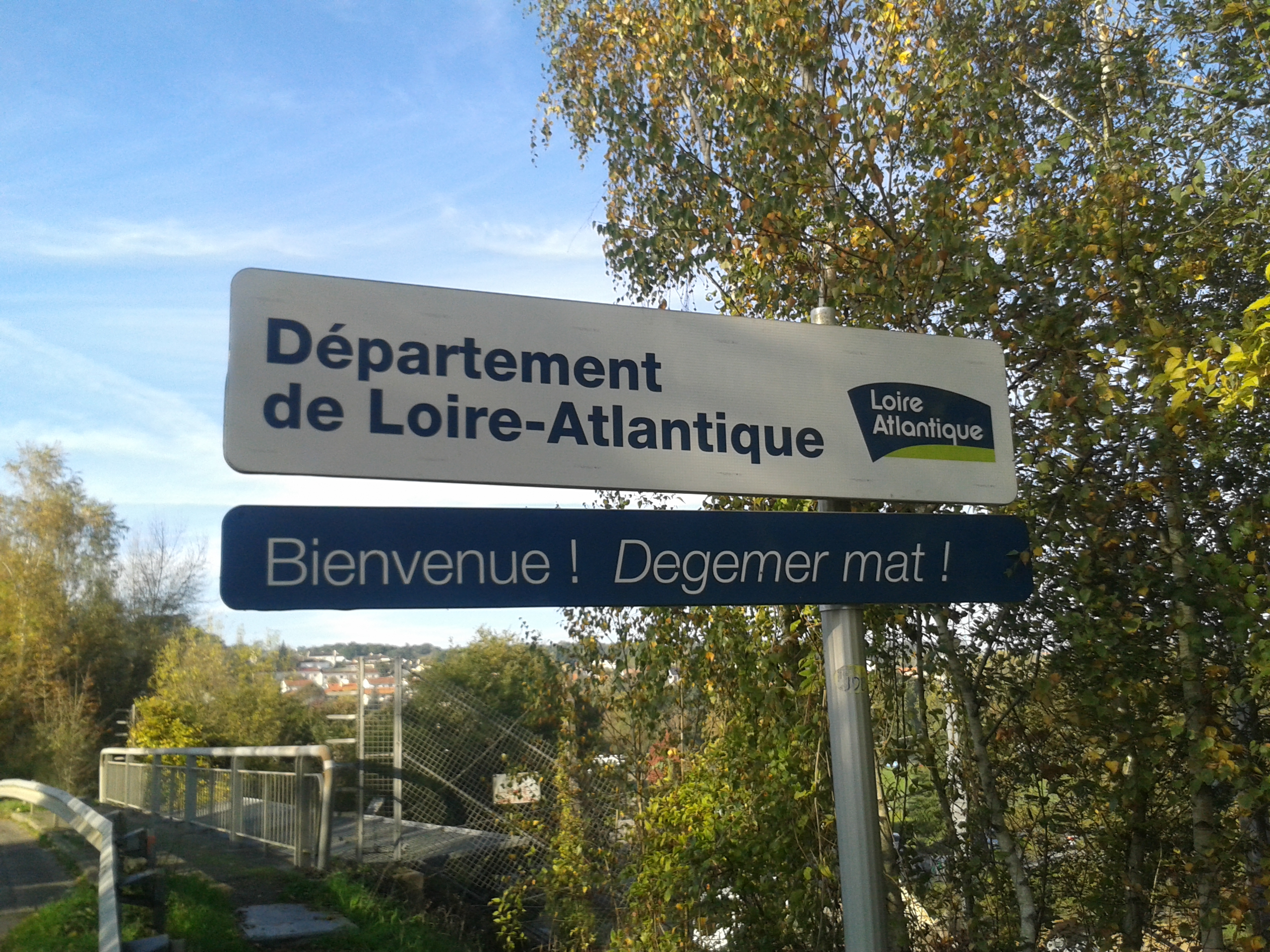
Panneau bilingue français-breton à l'entrée du département de Loire-Atlantique, à la limite avec le Maine-et-Loire.

#### Médias
Aujourd’hui, les médias jouent un rôle important dans la diffusion de la langue bretonne. En tout cas, il s’agit, comme il est mentionné sur la page web www.kervarker.org « des émissions de radio et de télévision en breton », car « il n’y a toujours pas de chaînes émettant en breton, comme en gallois au pays de Galles par exemple. »

##### Les plus vieux enregistrements en breton
Léon Azoulay a enregistré avec son phonographe sur 17 rouleaux de cire 40 minutes et 39 secondes de divers dialectes bretons lors de l'exposition universelle de 1900 à Paris. Cet enregistrement, découvert en 2016 par Mathilde Roquet dans les archives de la Bibliothèque nationale de France, a été analysé par Tudi Crequer qui a retrouvé le nom de certains locuteurs comme le poète Pierre Laurent (de Belz), Jeanne-Marie Le Gouill (de Quimper), Marie-Joseph Rio (de Pluvigner), le chanteur Jean Mathurin Pocard (d'Erdeven) et le sonneur de bombarde bigouden Alain-Pierre Guéguen, ce dernier exerçait la profession de tailleur d'habits.
Le linguiste François Vallée a entrepris, aussi avec un phonographe, une entreprise similaire entre le 26 et le 29 juillet 1900 en enregistrant sur 27 rouleaux de cire des gwerziou chantés par Marc'harit Fulup à Pluzunet.

##### Radio
En ce qui concerne la radio, les stations locales diffusent plusieurs heures d’émissions en breton par semaine. Il faut quand même mentionner que jusqu’en 2011 aucune radio bretonne n’était diffusée sur l’ensemble du territoire de la Bretagne.
Au fil du XXe siècle, on rencontre des émissions en langue bretonne. Les premières avaient lieu pendant la deuxième guerre mondiale dans la Radio Rennes Bretagne.
La radio Quimerch (Kimerc’h) a débuté en 1946 avec des émissions de sketches et pièces de théâtre des auteurs Pierre Trépos et Pierre-Jakez Hélias. En 1969 la radio Quimerch est devenue Radio Armorique et de 1977 à 1982, des émissions en breton ont été diffusées 5 heures 30 minutes chaque semaine, en accord avec la « Charte culturelle bretonne ».
La Charte culturelle Bretonne a été signée en 1977 entre l’État français d’une part et l’Établissement public régional de Bretagne, les conseils généraux des Côtes-du-Nord (aujourd’hui des Côtes-d'Armor), du Finistère, d'Ille-et-Vilaine, du Morbihan et de la Loire-Atlantique d’autre part. En citant la charte, il s’agit d’un acte « de reconnaissance de la personnalité culturelle de la Bretagne et l’engagement d’en garantir le libre épanouissement. » La charte a trois points fondamentaux, l’enseignement du breton et de la culture bretonne, la diffusion de la langue et de la culture bretonnes dans la radio et la télévision et finalement elle traite le patrimoine et les activités culturelles.
Radio France a créé une nouvelle station consacrée au breton – Radio France Bretagne Ouest, en 1982. C’était seulement en Basse-Bretagne où les bretonnants peuvent la capter. En 2000 cette radio a changé de nom pour France Bleu Breizh Izel et 12 heures d’émissions en breton par semaine ont été ajoutées, ensemble avec 21 heures de plus pour les émissions français-breton.
L’année 1983 a apporté deux nouvelles radios indépendantes. Il s'agissait de Radio Bro Gwened et Radio Kreiz Breizh. Les deux radios sont toujours diffusées aujourd'hui dans certaines zones de Bretagne. Radio Bro Gwened dispose de son propre site web, et Radio Kreiz Breizh d'une page dédiée sur le site de l'association Radio Stalig où on peut trouver les objectifs de cette radio : 
- Promouvoir la langue bretonne en lui donnant le plus d’importance possible dans les diverses émissions radiophoniques.
- Informer la population du Centre Bretagne et du Trégor en lui faisant entendre, connaître et comprendre les réalités de ce pays.
- Donner la parole aux représentants de la vie associative, aux responsables politiques, socio-économiques et à l’ensemble des citoyens.
- Être un outil de diffusion culturelle ouvert à toutes les musiques, à toutes les formes d’expression artistique et plus particulièrement des artistes locaux.
- Produire et diffuser des créations musicales et orales[67].

En 1992, le réseau Radio chrétienne de France a lancé une nouvelle Radio-Rivages qui a proposé aussi des émissions en langue bretonne.
Les radios entièrement bretonnantes, Radio Kerne et Arvorig FM, sont nées en 1998.
Le conseil général du Finistère a accordé une aide financière à l’association An Tour Tan, qui a commencé en 2001 à « retransmettre en différé sur Internet certains des émissions en breton de ces dernières (sauf celles de Radio Bro Gwened, qui n’est pas dans le département) ». Les premières émissions écoutées en direct sur l’internet ont été lancées en 2003 par la Radio Kerne. Depuis 2005, l’association Stalig assure la diffusion par internet de Radio Kerne, Arvorig FM, Radio Bro Gwened et Radio Kreiz Breizh.
En 2008 est officialisé « Brudañ ha Skignañ », un réseau de radios associatives en langue bretonne. Il regroupe Radio Kreiz Breizh, Radio Bro Gwened, Radio Kerne et Arvorig FM. Ce réseau est soutenu par le Conseil régional de Bretagne, et les conseils départementaux du Finistère, du Morbihan et des Côtes-d'Armor. Il permet aux radios associatives de produire un journal d'information quotidien en langue bretonne basé sur la mise en commun du travail des journalistes des différentes rédactions.

##### Télévision
En 2006 fut créé Brezhoweb, la première chaîne de télé intégralement en langue bretonne. Cette chaîne de télé conventionnée par le CSA est diffusée sur le web.
Les autres chaînes télévisées présentent aussi des émissions en langue bretonne, telles que France 3 Bretagne qui diffuse des émissions en breton depuis 1971, TV Breizh (groupe TF1) qui a été créée en 2000 a diffusé des programmes en breton jusqu'en 2011, ou encore les chaînes locales comme Tébéo, TébéSud et TV Rennes lancée en 2005.
Certains[évasif] ont un sentiment négatif envers la télévision et ses émissions :
«  À la télévision moins d’une heure hebdomadaire, régulièrement diminuée à l’occasion d’événements sportifs, est loin de satisfaire le public bretonnant. Il n’existe pas d’émissions pour enfants ni pour les personnes apprenant la langue. À noter que FR3 touche en plus de la redevance des subventions du conseil général du Finistère ainsi que du conseil régional pour le développement de ces émissions. 
Résultats : aucun. Où va l’argent?  »

##### Presse
Actuellement[Quand ?] le champ de la presse en langue bretonne s'élargit continuellement. Les actualités régionales ou internationales en breton sont disponibles sur papier, telles les revues Bremañ (mensuel) et Ya (hebdomadaire), ou en version électronique sur Internet, comme Bremaik.
Parmi les représentants de la presse bretonne se trouvent des revues littéraires, linguistiques et culturelles : Aber, Al Lanv, Al Liamm, Brud Nevez, Hor Yezh, Kannadig Imbourc'h, Nidiad. Elles fonctionnent sur la base du bénévolat, aucun rédacteur n'étant payé.
Il est intéressant de mentionner les articles écrits en langue bretonne et paraissant dans la presse régionale française. Ils ne sont pas nombreux, mais on peut trouver des exemples dans le travail d’Annaig Renault, les articles de Lionel Buannic dans Le Télégramme et l'édition d'une page en breton le jeudi Spered ar yezh.
Quelques journaux locaux publient régulièrement des articles en breton. On trouve, ainsi des articles en breton dans des revues à faible tirage avec souvent une couleur politique, telles que An Dasson, Le Huchoèr, Le Peuple breton, Minihi Levenez, Tudjentil Breizh ou War Raok !. Ou dans des journaux apolitiques comme l'hebdomadaire Le Trégor.

#### Vie publique
En ce qui concerne la vie publique, le breton ne dispose d’aucun statut officiel. En outre, les gouvernements français ont jusqu’à ce moment toujours refusé l’idée de négocier le statut des langues régionales.
La constitution de la Ve République dit en 1992 que « la langue de la République est le français » et ajoute en 2008 que « les langues régionales appartiennent au patrimoine de la France ». C’est tout en ce qui concerne le cas du breton. Cette situation est décrite par Texier, Kerrain, Sav-Heol Roazhon (maison d’édition) sur la page web du site Kervarker :
« La langue bretonne serait donc un anachronisme de l’Ancien Régime, et l’on se souviendra du discours de Barrère à la Convention : « la superstition parle bas-breton ». Le français bénéficie donc, contrairement au breton qui n’existe pas légalement, de la protection de la constitution et des lois, car si tous les citoyens sont égaux, une seule langue est plus égale que les autres. »

### Influence catholique

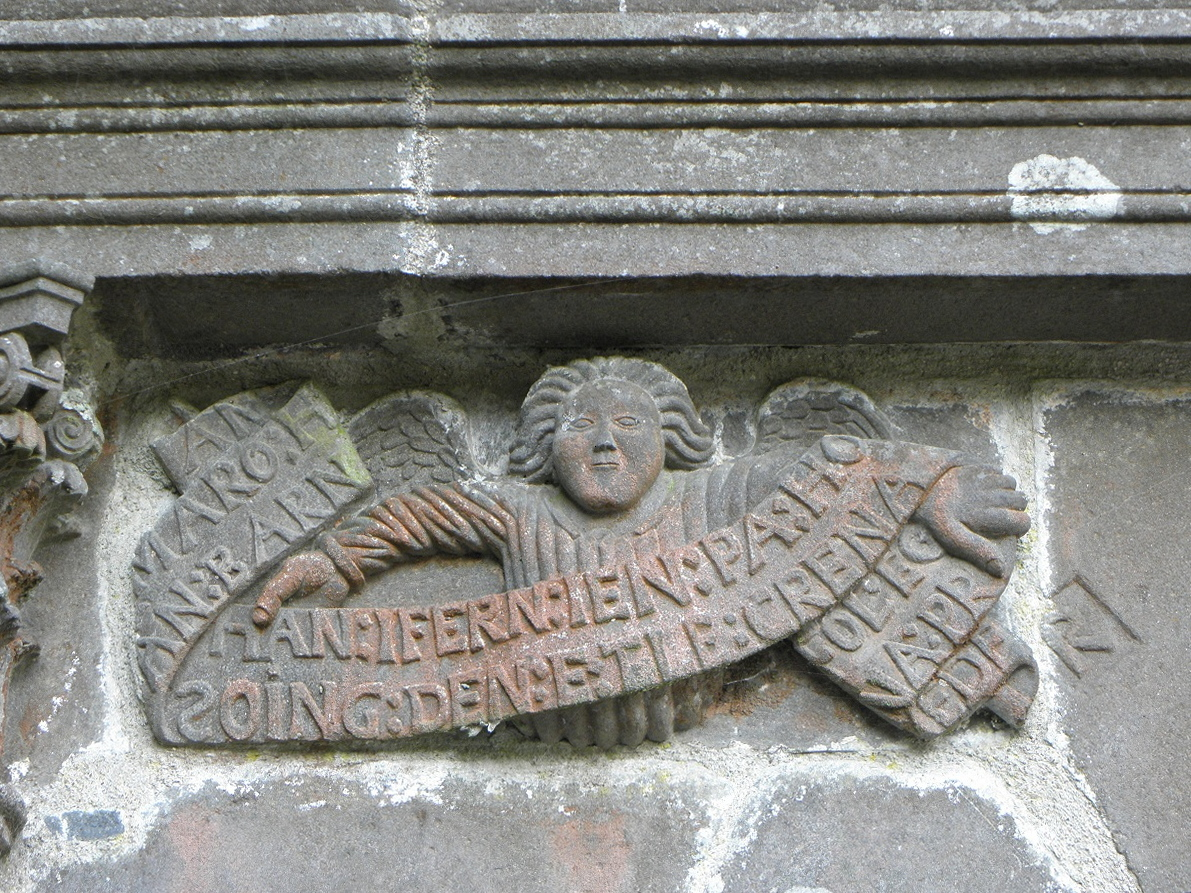
Inscription sur l'ossuaire de La Martyre

Nombre de catholiques bretons prirent la défense de la langue et l’illustrèrent de leurs œuvres. L’Église n’a pas toujours été indifférente à la spécificité linguistique bretonne. Elle n’a tenté à aucun moment, dans les siècles passés, de faire adopter la langue française officielle aux Bretons qui parlaient leur langue et restaient attachés à leurs traditions. Ce n'est qu'après la Seconde Guerre mondiale que l’Église a largement abandonné le breton dans ses œuvres, langue qu'elle réserve aujourd’hui à quelques prières lors de pardons ou à de rares messes en breton.

#### Usage de la langue bretonne dans l’Église
Le breton était le véhicule privilégié de l'évangélisation et de l'apostolat en Basse-Bretagne. Ainsi en fut-il au Moyen Âge où l'ensemble des prêtres parlaient cette langue, en plus du latin, et mirent en place la première orthographe unifiée du breton (caractérisée par la notation de la nasalisation en « -ff ») que l'on retrouve dans les textes en vieux-breton. L'apostolat en langue bretonne a perduré jusqu'au début du XXe siècle comme l'atteste l'édition de catéchismes en langue bretonne et le succès d’œuvres religieuses telles que Buhez ar sent (« vie des saints » en langue bretonne, 1907).
À partir des réformes orthographiques du père Maunoir, particulièrement aux XVIIe et XVIIIe siècles, l’Église a publié quantité d’ouvrages religieux en langue bretonne, ou même de divertissement honnête, destinés à la population des campagnes. Nombre de ces œuvres alliaient édification religieuse et divertissement telles Ar Basion (1532), Melezour ar galonou de Julien Maunoir (XVIe siècle) ou An nouelou ancient ha devot du père Tanguy Gueguen (1650) ; le genre du mystère — pièce de théâtre d'origine religieuse — était répandu dans les campagnes bretonnantes et était l'objet de fêtes populaires. La tradition de ce théâtre breton d'origine religieuse a perduré jusqu'au début du XXe siècle avec les pièces vannetaises de l'abbé Joseph Le Bayon (Nikolazig, Santéz Noluen, Pasion Gonéri…) ou les pièces léonardes de l'abbé Jean-Marie Perrot (Dragon sant Paol…).
Les premiers efforts pour fixer la langue bretonne et rédiger des études linguistiques furent fournis par des hommes d'Église qui publièrent les premiers dictionnaires de langue bretonne tels que Jehan Lagadeuc avec son Catholicon (1464) ou les grammaires et lexiques de dom Grégoire de Rostrenen (XVIIIe siècle). Ceci s'explique par le fait que, dans la société bretonne traditionnelle, seuls les prêtres avaient accès à l'écriture et aux bibliothèques, et par un amour certain de la langue qui était l'objet d'études au cours des années passées au séminaire. C'est aussi au clergé de Bretagne que l'on doit les premières méthodes d'apprentissage du breton que sont les colloques, calqués sur la méthode d'apprentissage du latin, tels que les Colloques françois et bretons du père Guicquer (1753) ou les Colloques français et bretons du père Jean Hingant (1800).
Aujourd'hui, en dehors des publications de la maison d'édition Minihi Levenez qui est liée au diocèse de Quimper et Léon ou de celles de la maison d'édition Imbourc'h, qui publie Kannadig Imbourc'h, organe de l’organisation de laïcs catholiques bretonnants Emglev An Tiegezhioù (L'Entente des familles), le breton est très peu l'objet de créations dans l’Église. Le Diocèse de Saint-Brieuc et Tréguier organise cependant régulièrement des messes en breton, appréciées du public brittophone encore très présent.

#### Position de l’Église vis-à-vis du breton auXXesiècle
Au moment du conflit entre l’Église et l’État sous la Troisième République (début du XXe siècle), le clergé de l’évêché de Quimper, auquel les autorités avaient interdit de prêcher et de faire le catéchisme en breton, a mené pendant un certain temps un véritable combat pour la langue bretonne. Dans un port de pêche faisant à cette époque figure de petite ville, alors que le catéchisme dans cette localité se faisait en breton et en français, le catéchisme en français étant réservé aux familles bourgeoises, les prêtres de la paroisse passaient dans les familles populaires pour demander aux parents d’envoyer leurs enfants au catéchisme en breton, la tendance des couches populaires étant de s’intégrer culturellement à la classe bourgeoise dominante et donc d’envoyer leurs enfants au catéchisme français.
Après la seconde guerre mondiale, l'apostolat et le catéchisme se font rarement en breton. On tient cela du fait que l’Église avait affaire à des fidèles qui comprenaient de moins en moins le breton, et qui réclamaient souvent que la prédication et le catéchisme se fassent en français ; dans un article publié en 1957 par la revue Les Cahiers du Bleun-Brug, peu de temps avant sa nomination comme évêque auxiliaire de Quimper, le chanoine Visant Favé s’inquiète de l’abandon de la langue bretonne par ses concitoyens, et observe qu’une « langue qu’on ne parle plus aux petits enfants au foyer est une langue condamnée à disparaître comme langue vivante ». À ces impératifs pratiques, il faut aussi ajouter que l’Église, acceptant l’État français tel qu'il est et vivant en concorde avec celui-ci, accepta de développer des catéchismes et une liturgie en langue française, en adéquation avec les politiques de francisation de la population bretonne, et en dépit de la langue bretonne.
Mais l'explosion de l'enseignement bilingue, notamment dans les écoles catholiques, et l'engouement nouveau pour la langue bretonne à partir des années 1970 puis 2000, amènent l’Église à reconsidérer peu à peu la prise en compte de la langue bretonne.

#### Mouvements et publications d’inspiration chrétienne avant-guerre
À la suite du conflit entre l’Église et l’État, pour réagir, il fallait mettre en place tout un système d’enseignement du breton. Il y eut quelques initiatives vers 1900-1914 dont le Bleun Brug créé en 1905 par l’abbé Perrot. Tandis que l'évêque Adolphe Duparc facilitait l'apprentissage du breton dans les écoles catholiques du diocèse de Quimper et Léon, puis y rendait obligatoire l'enseignement du breton en 1942, avant que la mesure ne soit rapportée quelques années plus tard.

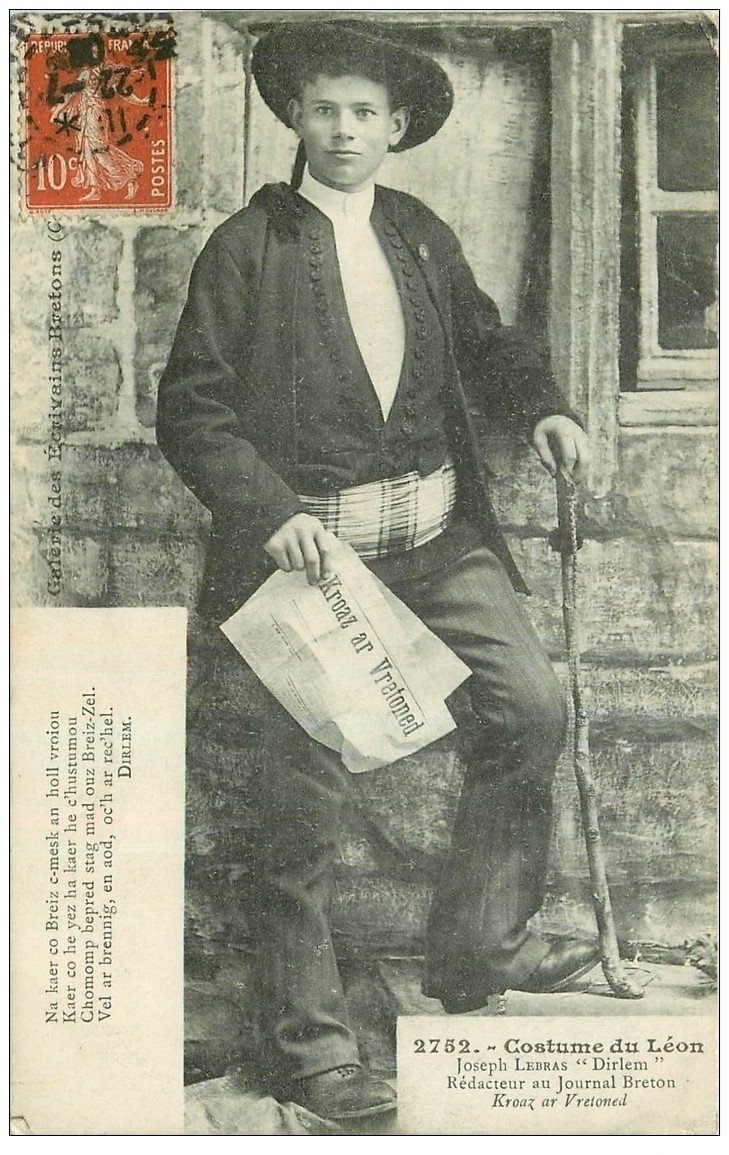
Jos Le Bras, rédacteur de Kroaz ar Vretoned

De nombreux mouvements d’inspiration chrétienne de défense de la langue bretonne, se sont fait jour en Bretagne occidentale :
- Dans le Finistère, le mensuel Feiz ha Breiz, relancé en 1900, est entièrement rédigé en breton ; il fera peu à peu office d'organe de l'association catholique bretonnante Bleun-Brug ;
- Dans le Trégor, par exemple, sont parus pendant longtemps des hebdomadaires populaires entièrement rédigés en breton et inspirés par l’Église, plus ou moins directement :
  - Kroaz ar Vretoned, dirigé par François Vallée (Abherve), né en 1860, et qui fut publié jusqu’à la fin de la Première Guerre mondiale ;
  - Breiz, dont les rédacteurs furent Erwan Ar Moal (Dir-Na-Dor) et Aogust Bôcher (Ar Yeodet) (journal hebdomadaire catholique qui fut imprimé jusqu’au début de la Seconde Guerre mondiale).
- Au pays de Vannes, l’évêché, bien qu’il y ait eu des publications chrétiennes en breton publiées par la librairie Galles-Lafolye (dont la revue Brediah er Fé), n’était pas intervenu pour créer ou soutenir un mouvement bretonnant d’inspiration catholique au début du siècle dernier, les manifestations bretonnes dans cette région étant organisées sous la responsabilité du « Bleun-Brug » du diocèse de Quimper. 
  - Cependant, la revue mensuelle rédigée entièrement en breton vannetais, « Dihunamb », fondée au début du siècle par Loeiz Herrieu et André Mellac, qui parut jusqu’en 1944, bien qu’étant parfaitement indépendante, peut être considérée comme une revue catholique.

Il faut citer aussi les ouvrages catholiques en langue bretonne et destinés aux fidèles. Ainsi les nombreux livres de cantiques et missels qui ont permis la conservation de cantiques anciens. Un des exemples les plus célèbres fut le livre Buez ar Zent (La Vie des saints) écrit par le chanoine Morvan à la fin du XIXe siècle, qui décrit en breton et parfois de manière très romancée la vie des saints en suivant le calendrier catholique. Écrit en breton cornouaillais, ce livre était lu chaque jour dans toute la Bretagne bretonnante.

#### Mouvements et revues d’inspiration chrétienne après-guerre
À la fin de la Seconde Guerre mondiale, les revues catholiques populaires en breton répandues en Léon, Cornouaille et Trégor disparurent :
- Feiz ha Breiz, dirigé par l’abbé Perrot de 1911 à 1943 ;
- Ar Vuhez Kristen (br), fondée par les Capucins de Roscoff.

Lesquelles furent remplacées pendant un certain temps par :
- Kroaz Breiz, devenue Bleun-Brug en 1951. Cette dernière revue subsista comme revue d’étude bilingue, dirigée par le chanoine François Mevellec, jusqu’en 1984 ;
- diverses revues d’étude dirigées surtout par l’abbé Loeiz Ar Floc'h, la revue de l’abbé Marsel Klerg : Barr-Heol, qui parut de 1954 à 1977[réf. nécessaire] ; la revue d’étude pédagogique intitulée Skol, entièrement rédigée en breton, de l’abbé Armand Le Calvez, qu’il fit paraître pendant une dizaine d’années.

Dans les années 1960-70, seront publiées :
- une revue d’inspiration chrétienne pour les enfants Wanig ha Wenig, au début sous la responsabilité de l’abbé Armand Le Calvez et de l’abbé Youenn Troal.
- la revue Ar Cʼhrist d'an Indianed, (Le Christ aux Indiens), inspirée surtout par l’expérience missionnaire de l’abbé Youenn Troal sous l’égide du « Fidei Donum » au Pérou ; cette revue parut au cours des années 1960. La revue Imbourc'h publia le journal de son second séjour parmi les Amérindiens à la fin des années 1980. À son retour, il fut recteur de Plounéour-Ménez, dans la région de Morlaix, et fit paraître à cette époque des textes d’inspiration religieuse dans la revue Ar Fulenn (L’Étincelle) dirigée par lui.
- la revue Kaierou Kenvreuriez ar Brezoneg eskopti Kemper ha Leon, dirigée par l'abbé Pèr-Yann Nédélec de 1969 à 1971, puis par l'abbé Job Seité jusqu'en 1979.
- la revue d’étude mensuelle Imbourc'h, liée à une initiative laïque, qui paraît régulièrement depuis 1969, et qui a publié un grand nombre d’œuvres religieuses, comme la traduction des Confessions de saint Augustin ou des écrits autobiographiques de sainte Thérèse de l'Enfant Jésus, ainsi qu’une version en breton du Bréviaire romain, en une dizaine de volumes.

Actuellement[Quand ?], depuis les années 1990, subsistent principalement trois associations : Minihi Levenez, installée à Tréflévénez, qui, en plus de ses activités directement religieuses (messes et récollections, pèlerinages et jusqu'au début des années 2010, catéchèse et aumônerie), est également devenu une maison d'édition publiant des ouvrages liturgiques et catéchétiques en breton pour le diocèse de Quimper-et-Léon dans l'écriture dite "universitaire" ; Emglev An Tiegezhioù qui regroupe des laïcs et des prêtres qui s'occupent des éditions Imbourc'h et cherchent à maintenir une sensibilité catholique au sein de l'Emsav politique et culturel actuel ; et Tiegezh Santez Anna, installée à Roudouallec, qui allie une vie spirituelle ascétique en breton (Liturgie des Heures faite quotidiennement en langue bretonne) et la défense des traditions bretonnes, notamment les pardons et costumes bretons.

#### Ouvrages liturgiques en breton
Plusieurs religieux bretons étaient en contact avec l’École biblique et archéologique française de Jérusalem et en avaient suivi les cours, avaient appris l’hébreu et formeront des groupes de travail bibliques. Ces prêtres se feront remarquer par des travaux de recherches et de traduction de la Bible qu’ils traduiront directement en breton à partir du texte original en hébreu ou du grec en breton pour le Nouveau Testament. La personnalité la plus éminente de ces groupes de travail était l’abbé Loeiz Ar Floc'h. Il faut citer aussi l’abbé Guilherm Dubourg, l’abbé Job Lec'hvien, l’abbé Pipi Gall (br). Ces deux derniers fondèrent les Éditions An Tour Tan à Kergrist-Moëlou.
Parmi les activités inspirées par la foi et s’exprimant en breton, il faut signaler :
- les retraites prêchées par l’abbé Ar Floc'h, ainsi les « carêmes » qui furent également prêchés plusieurs fois de suite en breton au cours des années 1960-1970, dans une des paroisses de la ville de Brest.
- la « Kenvreuriez ar Brezoneg » (« Confrérie du Breton »), association fondée au séminaire de Quimper en 1894 et refondée en 1942 avec les encouragements d'Adolphe Duparc comme association de prêtres chargée de « maintenir et de propager la langue bretonne dans le diocèse »[81]. Après une période de sommeil après la Seconde Guerre mondiale, la « Kenvreuriez ar Brezoneg » fut relancée après le concile Vatican II.

Sous la direction de Vincent Favé, entre 1965 et 1997, elle assurera la traduction en breton de l'Ordo Missae, du lectionnaire des dimanches et des rituels des sacrements, destinés plus spécialement au diocèse de Quimper ; elle publiera une traduction des quatre évangiles en 1982 : Aviel Jezuz-Krist, puis des autres livres du Nouveau Testament en 1988. La « Kenvreuriez ar Brezoneg » avait ainsi une sorte d’existence officielle au diocèse de Quimper.
À cela s'ajoutent des événements religieux régulièrement tenus en breton (pardons, messes, etc.), depuis des cérémonies entièrement en breton, jusqu'à celles contenant quelques prières ou cantiques en breton.  Les chrétiens rassemblés au pardon de Sainte-Anne-d'Auray pour la visite du pape Jean-Paul II le 20 septembre 1996 se souviennent des quelques mots qu'il a prononcé en breton (première visite d'un pape en Bretagne, et première fois qu'un pape s'exprime publiquement en breton).
Jusque récemment, il n’existait aucune œuvre bretonnante soutenue officiellement par aucun des évêchés bretons, sauf le centre de rencontre bretonnant de Minihi Levenez, dirigé par l’abbé Job Irien, qui publie une revue bimestrielle ainsi que des traductions de textes liturgiques, particulièrement une partie de la Prière du Temps Présent (Pedenn an deiz, 1988), un missel des fidèles (Leor an overenn hag ar zakramanchou, 1997) et une nouvelle traduction du Nouveau Testament en 2002 (An Testamant Nevez. Kelou Mad Jezuz, or Zalver). Cependant l’ensemble des activités des bretonnants catholiques du diocèse de Quimper, même soutenues par la hiérarchie, se situe actuellement[Quand ?] au niveau d’une élite.
Le 6 octobre 1995, Lucien Fruchaud, évêque de Saint-Brieuc et Tréguier crée officiellement une commission « foi et culture bretonne » préparée en mai 1995 au Guiaudet en Lanrivain, pour « se mettre à la disposition des recteurs et de tous ceux qui souhaiteraient réfléchir afin que la population bretonnante prenne conscience de sa richesse culturelle, de son patrimoine religieux et vive sa foi sans renier son identité ». « Nous ne pourrions pas prétendre être attentif à la vie des hommes sans tenir compte des racines culturelles de chacun et plus particulièrement de celles qui ont été entretenues par l'appui d'une langue particulière ». « Il se trouve qu'une grande partie du diocèse s'exprime en langue bretonne...etc ». Cette commission élaborera une charte concernant la foi et la culture bretonne que Fruchaud signera le 31 mars 2002 ; elle sera actualisée et complétée le 16 mai 2010.
Le 2 février 2001, à la demande de son conseil presbytéral, Clément Guillon, évêque de Quimper et de Léon, institue une commission diocésaine « langue et culture bretonnes » « pour promouvoir l'utilisation de la langue bretonne dans la vie de notre Église diocésaine là où c'est possible et souhaitable, par exemple dans les domaines de la liturgie et de la catéchèse, et plus largement, de prendre en compte tout ce qui touche à la culture bretonne et à ses rapports avec l'Église ».
En septembre 2003, François-Mathurin Gourvès, évêque de Vannes et bretonnant de naissance, publie une lettre pastorale intitulée « Le renouveau de la culture bretonne : un défi pour l'Église » où il rappelle l'importance de la langue bretonne comme référence culturelle et religieuse.
D'autre part, depuis l’année 2000 et à l'initiative de l'évêché de Saint-Brieuc et Tréguier, il existe une commission interdiocésaine mise en place par les trois évêchés de la Bretagne occidentale pour établir de nouveaux textes liturgiques et un missel à l’usage de ces trois évêchés ; les évêques de la Bretagne occidentale répondent ainsi à la demande formulée par Rome de présenter une version unique du missel pour les trois évêchés, la version antérieure ayant été établie uniquement pour le diocèse de Quimper. Ce travail pour un missel romain a reçu l'imprimatur du Vatican en 2013.

### Histoire du recensement lexical breton
Le premier dictionnaire breton, le Catholicon, se trouve être aussi le premier dictionnaire du français. Il a été rédigé par Jehan Lagadec en 1464 et publié en 1499 ou avant. C’est un ouvrage trilingue breton-français-latin.
Les recensements suivants eurent lieu deux siècles plus tard par :
- R. P. Julien Maunoir (1659) ;
- Pierre de Chalons (1723) ;
- Grégoire de Rostrenen (1732) ;
- Claude Cillart de Kerampoul, dit l'Armerye (1744) ;

- Dom Louis Le Pelletier (1752).

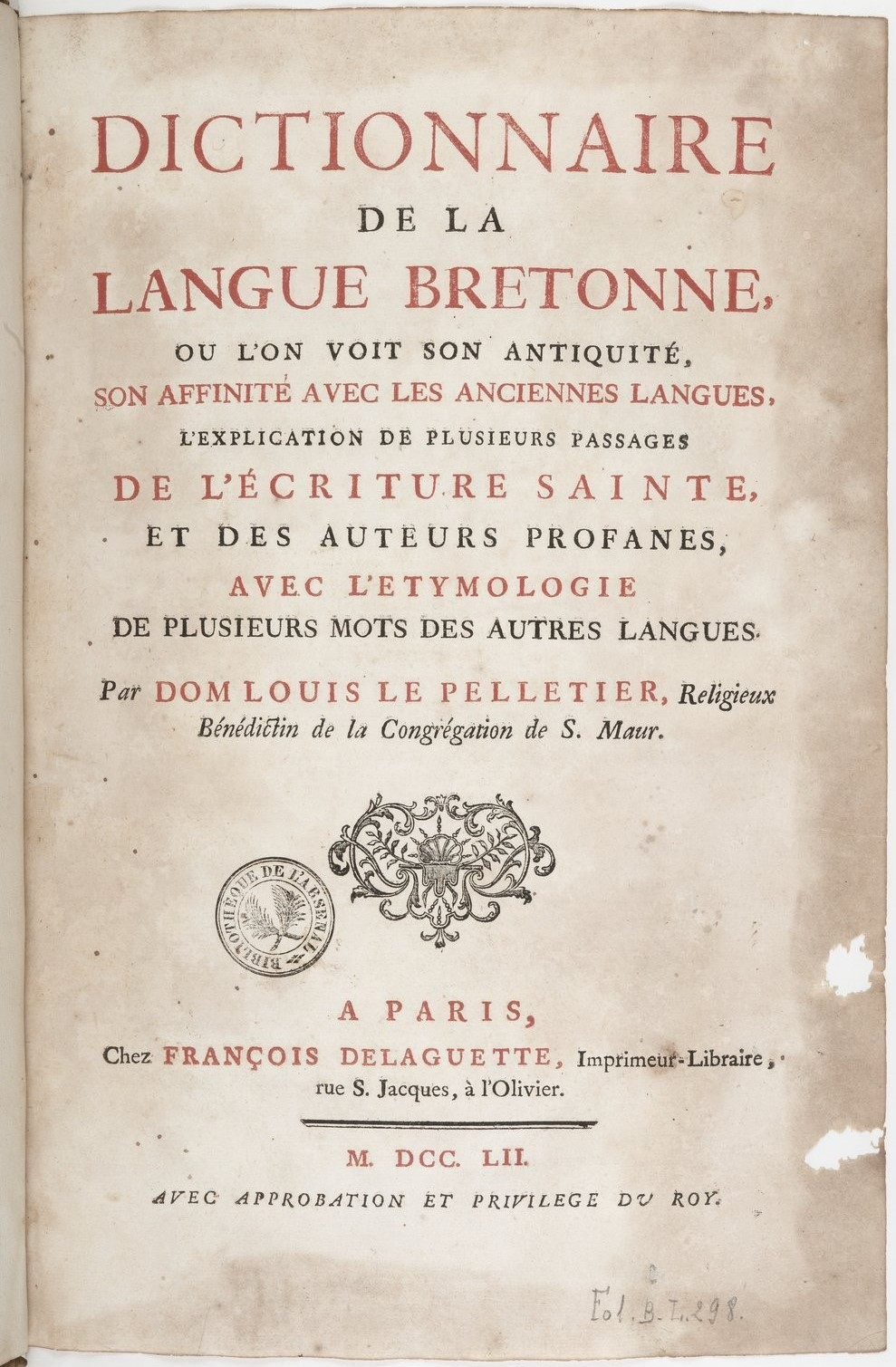
Première édition du dictionnaire de Dom Louis Le Pelletier de 1752.

- Édition d’un dictionnaire latin-breton par Alain Dumoulin en 1800.

Une date importante a été celle du Dictionnaire celto-breton de Le Gonidec (1821), augmenté par La Villemarqué vers 1847 : pour la première fois, certains mots se rapprochant du français sont systématiquement écartés, et des mots gallois, ou de vieux breton, sont incorporés au lexique sans plus de précision (cf. Controverses sur le breton).
Le colonel Troude sera plus réaliste, en 1886, en ne retenant que des mots entendus réellement (ou sinon en indiquant que le terme n’est plus en usage). Par contre, le bannissement du lexique breton d’origine latine continue. Il faut cependant remarquer que cela résulte d’un état d’esprit de l’époque, dans lequel le breton est une langue secondaire dans la Basse-Bretagne, complémentaire au français : ces dictionnaires ne prétendent pas présenter une langue universelle, mais surtout recueillir des mots originaux.
Ce « purisme celtique », expression utilisée par les détracteurs de cette attitude, sera plus ou moins général jusqu’aux années 1990, à l’exception notable du dictionnaire que Émile Ernault constitue pour le vannetais en 1904.
- Vocabulaire breton-français d’Émile Ernault, 1927
- Côté KLT mais incorporant de nombreux termes vannetais, le Grand dictionnaire français-breton de François Vallée, aidé de René Le Roux (Meven Mordiern) et Émile Ernault, en 1931, incorpore de nombreux néologismes en première publication. L’entreprise de François Vallée, ayant tout un réseau d’informateurs à travers la Bretagne, permettra de recueillir en outre dans les dialectes de nombreux mots et expressions inédits. Il s’agit du premier exemple d’un travail d’équipe en lexicographie bretonne, et reste, à ce jour[Quand ?] le plus important et le plus riche dictionnaire français-breton, avec celui de René Le Gléau.

Parallèlement, Pierre Le Roux travaille à un Atlas linguistique de la Basse Bretagne, paraissant à partir 1924, mais ne se focalisant que sur les variantes des vocables les plus communs.
L’après-Seconde Guerre mondiale est une période douloureuse pour la culture bretonne : le mouvement nationaliste breton, pour avoir collaboré avec les occupants, se trouve discrédité aussi bien en Bretagne que dans le reste de la France. Paraîtront depuis cette époque, entre autres :
- Les Nouveau dictionnaire Français-Breton, puis Breton-Français de Roparz Hemon, 1970,
- Dictionnaire historique du breton de Roparz Hemon, 36 tomes et 3 232 pages. Donne la première occurrence lexicale dans le contexte,
- Le Dictionnaire breton des Éditions Garnier, sous la direction de Pierre-Jakez Hélias, 1986,
- Dictionnaire classique français-breton de René Le Gléau, 1983-1994, 10 tomes et 4 064 pages, surtout fondé sur la production écrite entre 1850 et 1950, avec, en outre, des mots recueillis dans sa région natale de Saint-Renan, ou à l’écoute de la radio.

Enfin, à partir de 1992 paraît le Geriadur ar Brezhoneg a-vremañ (Dictionnaire du breton contemporain) de Francis Favereau aux éditions Skol Vreizh, sous forme papier et CD-ROM. Cet ouvrage ne rejette pas systématiquement les mots rares ou sortis de l’usage, mais les signale par un signe « - », ou les néologismes, signalés par des guillemets ; il reprend un bon nombre des termes issus des dictionnaires précédents, ainsi les mots d’origine française du Catholicon par exemple ou issus d’autres ouvrages, et les emprunts populaires (ce sont quelquefois les mêmes). Ce dictionnaire est le fruit de vingt ans de travail et de collectage dans le Poher et autour de Poullaouen particulièrement, aire où portait la thèse de l’auteur, soutenue avant qu’il ne se décide à publier son dictionnaire.
Francis Favereau a produit l'un des dictionnaires bretons les plus complets jamais créés, avec pas moins de 50 000 entrées et le double de mots composés. Malgré le manque de soutien financier pour sa création, le dictionnaire s’est tout de même bien vendu et a eu plusieurs réimpressions. Une réédition est en vue, et son contenu devrait augmenter de 25 % par rapport à l’édition actuelle.
Aujourd’hui, d’autres dictionnaires bilingues anglais / breton, allemand / breton, espagnol / breton… montrent bien la volonté de la nouvelle génération de bretonnants d’inscrire la langue dans le paysage linguistique international. Tous ces travaux se font quasiment de façon bénévole.
Chose nouvelle pour la langue bretonne, l'éditeur An Here a publié deux dictionnaires unilingues : le Geriadur brezhoneg (13 000 entrées) paru en 1995 sous la direction de Jean-Yves Lagadeg et Martial Ménard et le Geriadur Brezhoneg An Here (21 300 entrées) paru en 2002 sous la direction de Martial Ménard et Iwan Kadoret. Ils visent à extraire des textes littéraires reflétant ou non un langage populaire, les termes de la langue écrite et orale contemporaine. Ce dictionnaire sera l’objet d’une polémique connue sous le nom de l'« affaire du dictionnaire breton » menée par le journal Le Canard enchaîné. Ils incluent un certain nombre de néologismes (parfois empruntés au gallois mais le plus souvent créés à partir des racines du vieux-breton, voir Controverses sur le breton).
De même, l'Office public de la langue bretonne et des éditeurs (Preder, Ti embann ar skolioù) publient des dictionnaires plurilingues spécialisés par domaine : psychanalyse, économie, etc. Les mots proposés sont en général des néologismes dont c’est la première apparition sur papier, ou des mots qui ne sont connus que d’une centaine de locuteurs ; là réside leur intérêt : faire découvrir des néologismes et étendre le champ lexical du breton à des domaines où il est traditionnellement peu présent.
Depuis 1985, l'association scientifique Kreizenn ar Geriaouiñ élabore un dictionnaire des sciences et techniques (brezhoneg21.com) correspondant  au vocabulaire utilisé dans la scolarité jusqu'au niveau universitaire. Ce travail a permis de lancer et de conforter l'enseignement des sciences dans le réseau Diwan  avant de s'élargir à d'autres applications (astronomie, terminologie de la botanique, nom de papillons, d'anodontes, de plantes sauvages...).
Par ailleurs les éditions Sav-Heol ont publié en 2004 un lexique bilingue de locutions et tournures populaires sous le titre Teurel Blaz war ar Yezh.
En 2001 et 2005 paraîtront successivement une Initiation au breton familier et argotique puis une nouvelle collecte lexicale nommée Tammoù Gwaskin Au cœur du breton légitime par Jean-Yves Plourin, aux éditions Armeline, qui fait découvrir au lecteur pas moins de 2 000 mots inédits collectés au nord-ouest et au sud-est du centre du domaine bretonnant et plus de 6 000 acceptions ainsi que des notes grammaticales et phonologiques inédites.
- La collection « Teñzor ar brezhoneg » (Trésor de la langue bretonne) chez An Alarc'h a édité des vocabulaires de domaines lexicographiques jusque-là délaissés, comme un vocabulaire des argots bretons (« argot » au sens strict du terme) (2003), ou celui du breton enfantin et des tout-petits (2005).

## Frontière linguistique

Place de la langue parmi les langues régionales

L’Est de la Bretagne n'est traditionnellement pas bretonnante, mais on y parle traditionnellement gallo et français. La limite est ancienne et trace grosso modo une ligne partant de Saint-Brieuc, au nord, allant vers Guérande, au sud. Avec l'apparition de familles bretonnantes à Saint-Brieuc, Rennes ou Nantes, venues de Basse-Bretagne ou ayant appris le breton sur place - et élevant leurs enfants en breton pour certains d'entre eux (de nombreuses personnalités de l'Emsav tels Alan Louarn ou Youenn Olier ont élevé leurs enfants en breton à Rennes, par exemple) - et le recul de la pratique du gallo, cette délimitation tend à devenir obsolète.
Au IXe siècle, on parlait régulièrement breton jusqu'à Dol-de-Bretagne, Montfort-sur-Meu, Blain et Donges. Au XVIe siècle, la frontière linguistique semble déjà stabilisée entre Haute et Basse-Bretagne et ne reculera que très progressivement : en 1588, l'historien d'Argentré fait partir la frontière des environs de Binic au nord pour rejoindre Guérande au sud avec Loudéac, Josselin et Malestroit pour frontière occidentale.
En 1806, Napoléon avait ordonné une enquête sur ce sujet qui fut menée par Charles Coquebert de Montbret. La limite linguistique était alors plus à l’ouest : on parlait breton à Saint-Caradec, Questembert, Pénestin, Férel, Péaule, Bourg-de-Batz (Batz-sur-Mer) et dans une partie non définie de la presqu’île de Guérande à partir des « salines d’Herbignac », soit probablement dans la partie occidentale des communes d’Assérac et de Saint-Molf (l’étude ne portait pas sur le département de Loire-Inférieure).
En 1866, Paul Sébillot trace une ligne relativement identique partant de Plouha pour atteindre Batz-sur-Mer, reculant ainsi de quelques kilomètres seulement depuis les données d'Argenté. C'est la limite actuelle du territoire du breton et la limite entre Haute et Basse-Bretagne.
Des groupes sporadiques de bretonnants existent également dans toutes les grandes villes de France, notamment à Paris où la communauté brittophone est relativement importante, ainsi qu’au Royaume-Uni et en Amérique du Nord. Par ailleurs, des grandes villes comme Rennes, Saint-Brieuc, Nantes, Vannes, Brest ou Quimper connaissaient les deux langues (par exemple, en 1636, la ville de Saint-Brieuc est indiquée comme bilingue par un voyageur) et, avec le développement des écoles bilingues, ainsi que la réappropriation de la culture bretonne, des communautés bretonnantes réapparaissent dans ces villes.
En 2004, on estimait à 12 % le nombre de personnes connaissant le breton en Basse-Bretagne (pourcentage en perpétuelle diminution depuis les années 1950) et à 2 % ceux qui le connaissent en Haute-Bretagne (pourcentage en augmentation depuis les années 1970).

## Dialectes

Les différents dialectes et leurs aires d'usage.

Comme la majorité des langues, la langue bretonne varie d’un endroit à l’autre. En breton, ces différences dialectales touchent avant tout la prononciation et une faible partie du vocabulaire. Certains dialectes présentent aussi une syntaxe un peu différente. Les différences sont généralement faibles de proche en proche, mais plus on s’éloigne d’un point, plus le breton est différent. En règle générale, il n’y a pas de frontière nette entre dialectes, mais un changement progressif.
Traditionnellement, on liste les dialectes bretons en fonction des anciens évêchés, bien que du point de vue linguistique ces limites se révèlent souvent arbitraires :
- Le cornouaillais, parlé dans :
  - les deux tiers sud du Finistère (Carhaix, Quimper, Pont-Aven, Quimperlé, Douarnenez, Pont-l'Abbé, Sein, Châteaulin, Plougastel-Daoulas…),
  - dans le sud-ouest des Côtes d’Armor (Rostrenen, Saint-Nicolas-du-Pélem…)
  - ainsi que dans une petite partie du Morbihan (Gourin, Langonnet, Le Faouet…)
  - à Belle-Île-en-Mer[93].
- Le léonard est considéré comme le plus proche du breton littéraire. Parlé dans le tiers nord du département du Finistère (Brest, jusqu’à Morlaix, Plouguerneau, Landerneau, Saint-Pol-de-Léon, Landivisiau, Ouessant…)
- Le trégorrois, parlé dans le nord-est du Finistère (à partir de Morlaix), et dans le nord-ouest des Côtes-d’Armor (Guingamp, Lannion, Tréguier…)
  - Le breton du Goëlo, parlé dans la région de Paimpol, souvent considéré comme inclus dans le trégorrois (Ses différences les plus notables concernent la prononciation /v/ des terminaisons -v là ou les autres dialectes prononcent /o/, /w/, la position de l’accent tonique (souvent placé sur le radical), ainsi que certaines nuances de conjugaison et de vocabulaire…).
- Le vannetais, parlé dans :
  - toute la zone bretonnante du département du Morbihan (à l’exception de Belle-Île et des régions autour du Faouët et de Gourin) : Vannes, Pontivy, Lorient, Plouay, Guémené-sur-Scorff, Baud, Auray, Quiberon, Sarzeau, Arzon…
  - la canton finistérien d'Arzano.
- Le breton nantais, dans la région de Guérande, dont les derniers locuteurs natifs sont décédés dans les années 1960-70, et que l’on commence à redécouvrir.

Le vannetais est bien différencié des autres dialectes, à de nombreux points de vue, et on peut le distinguer d’un ensemble KLT (abréviation de Kerne, Leon, Treger : Cornouaille, Léon, Trégor).
Le découpage du breton en quatre groupes dialectaux, une division religieuse et politique jusqu’à la Révolution, est contesté du point de vue linguistique. Certains linguistes, comme Jean-Yves Plourin (cf. Tammoù Gwaskin éd. Armeline) considèrent que le breton se présente sous deux formes parlées principales, celle du Nord-Ouest et celle du Sud-Est, séparées selon le système d’accentuation et la palatalisation. D’autres, comme Erwan Vallerie proposent une différenciation Est/Ouest.
D’autres, enfin, présentent la dialectisation selon une opposition entre zones archaïsantes et zone innovante. Les premières seraient constituées de deux centres de prestige (Saint-Pol-de-Léon et le vannetais), et une troisième zone autour de Quimperlé, et d’autre part une vaste zone centrale où un breton « moyen » s’est formé et où se sont opérées la très grande majorité des innovations linguistiques. Il est probable que ce sont les carrefours de route et les échanges économiques qui ont conduit à cette évolution. Ce breton est parfois appelé « breton de Carhaix ». Ce breton moyen s’est progressivement étendu, isolant le breton du Goëlo (qui par certains traits est proche des archaïsmes léonais), mordant dans le domaine du vannetais en s’infiltrant par les routes. Ce breton tend à acquérir une identité chez les bretonnants : dans le sondage sur la langue bretonne réalisé par Fañch Broudic en 2009, à la question « quel breton parlez-vous ? », certains sondés ont répondu spontanément « le breton de Centre Bretagne ».

## Conventions orthographiques
Le breton s’écrit avec l’alphabet latin. Il n’utilise plus la lettre c mais y ajoute le digramme ch, le trigramme cʼh, des lettres accentuées ñ, ù, é, â, ê, à, ü ainsi que l’apostrophe.
Autrefois, d’autres lettres étaient utilisées, comme le digraphe ʼf qui dénotait un son intermédiaire entre f et v (ce digraphe est encore employé en écriture universitaire). De même, au XIXe siècle fut utilisée la lettre Ꝃ (« K barré ») afin d’abréger le préfixe Ker- (correspondant au substantif kêr, signifiant « ville ») des noms de famille et des toponymes, cette dernière étant fréquente dans ces types de noms. L'usage de cette lettre dans les documents officiels fut interdit afin de lutter contre la confusion chez les clercs d’état civil hors de Bretagne.

### Histoire
Ce n’est qu’à partir du début du XVIIe siècle que des linguistes, grammairiens et écrivains ont essayé de normaliser l’écriture du breton. Plusieurs graphies ont été successivement mises au point dans ce but, dont trois sont encore utilisées :
- la première orthographe moderne, celle du père Julien Maunoir au XVIIe siècle,
- les réformes de Jean-François Le Gonidec au début du XIXe siècle,
- de 1908 à 1938, l’unifiée (peurunvan), adoptée en 1941-42,
- en 1953, l’universitaire (skolveurieg),
- en 1975, l’interdialectale (etrerannyezhel).

L’orthographe peurunvan est la plus employée aujourd’hui.
La graphie « unifiée », ou littéralement « tout à fait unifiée » (peurunvan), dite aussi KLTG (pour Kerne, Leon, Treger, Gwened, c’est-à-dire des parlers bretons en Cornouaille, Léon, Trégor et Vannetais), a été créée dans le but de faire une synthèse de ces quatre parlers. Elle est devenue largement majoritaire. La graphie dite « universitaire » (skolveurieg) est fondée sur la phonologie ; elle regroupe le KLT d’un côté et possède une variante pour le parler vannetais. Enfin, la graphie « interdialectale » (etrerannyezhel), fondée sur l’étymologie, a pour but, de la même façon que l’écriture dite unifiée, de faire une synthèse des parlers KLTG dans un système orthographique cohérent. Malgré des controverses importantes sur la norme orthographique à adopter, les querelles entre partisans des différentes graphies se sont beaucoup atténuées depuis quelques années[Quand ?][réf. nécessaire].

### Valeur des graphèmes
La prononciation des lettres varie selon le contexte (notamment celle des consonnes initiales qui subissent de fréquentes mutations dont certaines, mais pas toutes, sont orthographiques).
Le trigramme cʼh, notamment, a une prononciation qui varie depuis le simple h aspiré jusqu’au son de la jota espagnole. Il se distingue du digramme ch dont la prononciation est la même que le son ch dans le mot français chien. Ces polygrammes ont parfois été écrits avec des lettres uniques, comme cela a pu être aussi le cas pour d’autres langues celtiques.
La lettre n est utilisée pour noter la nasalisation des voyelles par un digramme, de façon toutefois encore plus systématique qu’en français et en marquant explicitement celle-ci d’un tilde (ñ) dans les orthographes modernes (dans ce cas, seule la voyelle nasale se prononce, mais pas la consonne de base n elle-même).

### Usages

#### Le digramme zh
La graphie zh est utilisée dans des mots où la prononciation est différente entre vannetais d’une part et KLT d’autre part. La prononciation est [h], [ɣ] ou [x] en vannetais, [z] ou [s] sinon. En vérité, il a deux interprétations :
- en peurunvan, il indique que la lettre était « z » dans la graphie KLT, et « h » dans la graphie vannetaise,
- en interdialectal, il indique que la lettre provient d’un ancien « th » (/θ/) sauf quand il provient d'une mutation.

Les deux systèmes se suivent, sauf dans quelques mots.

#### L’apostrophe
L’apostrophe est utilisée à trois fins :
- Comme lettre modificative dans le trigramme cʼh. On utilise dans ce cas U+02BC ʼ lettre modificative apostrophe [96].
- Pour noter la contraction, par exemple : da ar → d’ar, en utilisant la ponctuation apostrophe unifiée avec U+2019 ’ guillemet-apostrophe [97].
- Pour noter l’ellipse (absence d’un mot) dans le registre parlé, par exemple : me a vo → me ’vo, avec le même caractère que le précédent.

En typographie informatique simplifiée, on admet couramment dans tous les cas l’usage de 
U+0027 ' apostrophe  telle qu’elle se trouve sur les claviers hérités.

#### Les diacritiques
Le breton utilise plusieurs diacritiques en chef (suscrits) :
- Le tréma indique que la voyelle qui précède doit être prononcée séparément et ne fait pas partie d'un digramme (par exemple : eürus, « heureux »).
- L’accent circonflexe et l’accent grave sont également utilisés pour distinguer des homonymies (par exemple : trôad /troat/ (« circuit, virée ») de troad /trwat/ (« pied »).
- Le tilde se trouve dans la graphie ‹ ñ ›, utilisée pour indiquer que la voyelle qui précède est parfois nasalisée. Ex. Avec ‹ an › et ‹ añ › :
  - sans tilde, ‹ an › se prononce [ɑ̃n] : Erwan, /e.rwɑ̃n/
  - avec tilde, ‹ an › se prononce [ɑ̃] comme en français : amañ, /a.mɑ̃/

## Caractéristiques grammaticales notables

### Structure de la phrase
En breton, l'ordre des éléments dans une phrase n'est pas seulement grammatical mais aussi sémantique : l'élément le plus important d'une phrase est toujours en tête, quelle que soit sa fonction (sujet, verbe ou complément). Cette première position a pour effet de le mettre en valeur.
La phrase en français « Je parle breton » pourra ainsi être traduite (le 1er élément de la phrase est entre crochets) :
- « Komz a ran brezhoneg », litt. « [Parler] je fais breton » : je sais parler breton, ou je parle habituellement breton ;
- « Komz brezhoneg a ran », litt. « [Parler breton] je fais » : ce que vous entendez là, c'est du breton ;
- « Me a gomz brezhoneg », litt. « [Je] parle breton » : c'est moi ici qui parle breton ;
- « Emaon o komz brezhoneg », litt. « [Je suis] parlant breton » : en ce moment particulier, je suis en train de parler breton ;
- « Brezhoneg 'vez komzet ganin », litt. « [Du breton] est parlé avec moi » : c'est (habituellement) en breton que je parle.

Le verbe conjugué est toujours en 2e position sauf quand il est lui-même l'élément mis en avant (il passe alors en 1re place). Souvent, les autres éléments de la phrase sont rangés aussi par ordre d'importance décroissante.
Cette souplesse dans la structure donne à la phrase bretonne une expressivité difficile à rendre en français. En Bretagne, on entend des bretonnismes, formulations de phrase en français influencées par cette structure grammaticale :
- « Du café, tu auras ? » (Voudras-tu du café?)
- « De l'argent, j'ai assez pour payer » (J'ai assez d'argent pour payer.)

### Expression du nombre

#### Pluriel
Les substantifs forment leur pluriel par l'addition d'une terminaison spécifique. Il y a quelques règles simples pour les déterminer, mais elles souffrent de nombreuses exceptions. Par contre, les adjectifs restent invariables en nombre, quelle que soit leur fonction (épithètes ou attributs).
La terminaison la plus courante est en où / ioù
- yezh → yezhoù « langues »
- levr → levrioù « livres »

Pour les êtres animés, le pluriel est souvent en ed
- Kelt → Kelted « Celtes »
- al loened « les animaux »

Le pluriel des métiers et activités est en ien ou ion (simple différence régionale)
- kemener → kemenerien « tailleurs »
- soner → sonerien « musiciens »

On trouve aussi des pluriels irréguliers
- ki « chien » → ar chas « les chiens » (le pluriel kon est vieilli et régional)
- dant « dent » → dent « dents » (inflexion)
- karr « voiture, charette » → kirri « voitures » (inflexion + suffixation)

Certains mots ont plusieurs pluriels
- park « champ » → parkoù « champs » (quelques-uns), parkeier « les champs » (au sens général)

Contrairement à la majorité des langues européennes, le breton n'exprime qu'une fois le nombre dans le groupe nominal ainsi que dans le groupe verbal.
Ainsi, on dira :
- Avec le nom au pluriel : Levrioù = « des livres ».
- Mais le nom reste au singulier avec un nombre : Daou levr = « deux livres ».

#### Formes duelles et collectives
Le breton connaît le duel, qui n’est pas un pluriel
- lagad « œil » → daoulagad « les deux yeux d’une personne »

Les noms collectifs sont courants. Cette forme sera souvent traduite par un pluriel en français
- al logod « les souris (en général) »
- krampouezh « des crêpes »

Pour parler d’un élément en particulier, on utilisera une désinence en -enn appelée singulatif
- logod → logodenn « une souris »
- krampouezh → krampouezhenn « une crêpe »

Ces désinences peuvent elles-mêmes être portées au pluriel quand on se situe dans un contexte précis
- logodennoù « plusieurs souris (dans un contexte précis) »

Le breton distingue plus fréquemment que le français le contenu et le contenant
- ur sac’h « un sac » → ur sac’had « le contenu d’un sac »
- ur werenn « un verre (l’ustensile) » → ur werennad « un verre (le contenu d’un verre) »

### Formes verbales

#### Conjugaison
Quand le sujet est explicite, le verbe est invariable, ne prenant que la marque du temps : Me, te, eñ, hi, ni, cʼhwi, int a lâr gevier = « Je, tu, il, elle, nous, vous, ils dit des mensonges »
Quand le sujet est élidé, le verbe se conjugue en personne et en nombre : Gevier a lâran, a lârez, a lâr, a lâromp, a lârit, a lârint = « Je dis, tu dis, il dit, nous disons, vous dites, ils disent des mensonges »

#### Aspect progressif / itératif
Comme en gaélique ou en anglais, il existe en breton deux formes par temps verbal, qui se distinguent par l’aspect selon que l’action est itérative ou non. Ainsi au présent distingue-t-on la forme itérative de la forme progressive :
- Me zo o komz gant ma amezeg (« moi, je suis en train de parler avec mon voisin »).
- Emaon o komz gant ma amezeg/O komz emaon gant ma amezeg (« je suis en train de parler avec mon voisin. »)
- Me a gomz gant ma amezeg (bep mintin) (« moi, je parle avec mon voisin (tous les matins) »).

Le verbe « être » (et sa périphrase qui rend le sens de « avoir ») en revanche présente deux formes distinctes avec ou sans périphrase « verbe être + o/é + nom verbal »:
- Skuizh on hiziv (« je suis fatigué aujourd’hui »).
- Da wener e vezan skuizh (« je suis fatigué le vendredi »).
- Naon am eus fenoz (« j’ai faim ce soir »).
- Naon am bez bemnoz (« j’ai faim tous les soirs »).
- Bep mintin e vezan o komz gant ma amezeg (« tous les matins je suis en train de parler avec mon voisin »).

### Prépositions conjuguées
Comme dans les autres langues celtiques modernes, le breton conjugue les prépositions selon la personne (prépositions fléchies), tout comme les verbes. Souvent les pronoms fusionnent avec la préposition qui les précède.
Si l’on regarde rapidement les pronoms, on peut comparer avec les prépositions. Par exemple, le breton conjugue la préposition gant selon le même paradigme que celui des verbes, avec l'aide (ou non) du pronom personnel correspondant (forme plus ou moins emphatique), sauf aux 3es personnes du singulier et du pluriel, où le pronom est devenu la désinence :
- ul levr zo ganin(-me) (mot à mot « un livre est avec-moi »),
- ul levr zo ganit(-te),
- ul levr zo gantañ (anciennement gant-hañ),
- ul levr zo ganti (anciennement gant-hi),
- ul levr zo ganeomp(-ni),
- ul levr zo ganeoc'h(-hu),
- ul levr zo gante (anciennement gant-he).

le cornique procède de la même manière avec la préposition gans
:
- Yma lyver genev (vy) (mot à mot « est livre avec-moi »),
- Yma lyver genes (jy) (mot à mot « est livre avec-toi »),
- Yma lyver ganso (ev) (mot à mot « est livre avec-lui »),
- Yma lyver gensi (hi) (mot à mot « est livre avec-elle »),
- Yma lyver genen (ni) (mot à mot « est livre avec-nous »),
- Yma lyver genowgh (hwi) (mot à mot « est livre avec-vous »),
- Yma lyver gansa (i) (mot à mot « est livre avec-eux/elles »),

le gallois fait exactement de même avec la préposition gan:
- Mae plant gen i (mot à mot « des enfants sont avec-moi »),
- Mae plant gen ti  (« Tu as des enfants »…),
- Mae plant ganddo fo (« Il… »),
- Mae plant ganddi hi (« Elle… »),
- Mae plant gennym ni,
- Mae plant gennych chi,
- Mae plant ganddyn nhw.

On retrouve le même phénomène en irlandais :
- tá leabhar agam (« j’ai un livre » ; mot à mot « est livre à-moi »),
- tá deoch agat (« tu as une boisson »),
- tá ríomhaire aige (« il a un ordinateur »),
- tá páiste aici (« elle a un enfant »),
- tá carr againn (« nous avons une voiture »),
- tá teach agaibh (« vous avez une maison »),
- tá airgead acu (« ils ont de l’argent »).

### Mutations consonantiques
Comme toutes les langues celtiques modernes, le breton connaît le phénomène de la mutation consonantique, c’est-à-dire la modification du premier son du mot selon le contexte. C'est un des éléments les plus complexes de cette langue. Quelques exemples :
- tad (père) → ma zad (mon père),
- karr (voiture) → ar cʼharr (la voiture),
- kozh (vieux) → Mamm-gozh (Grand-mère).

## Quelques mots bretons

### Emprunts lexicauxbretons en français

#### Mots francisés
- baragouin, baragouiner, « parler de façon inaudible ou peu compréhensible », probablement de bara (pain) et gwin (vin), en référence, dit l’étymologie populaire, au parler incompréhensible des Bretons pour les francophones, qui ne retenaient que ces mots ;
- bernique ou bernicle, qui désigne le coquillage, est issu du breton brennig ;
- bijou, de biz « doigt », dont le pluriel, bizou, signifie « anneau » ;
- binioù, la cornemuse bretonne, a été emprunté tel quel par le français ; en breton, ce mot est une des formes au pluriel de benveg, instrument (de musique ou autre).
- cohue, de koc'hu « Halle » ;
- cotriade, de kaoteriad, contenu d’un chaudron, d’une marmite ;
- darne « grosse tranche de poisson », de darn, en gallois darn, « morceau, partie », mais le mot peut être gaulois[103] ;
- goéland du breton gouelañ (« pleurer »), en gallois gwylan (> anglais gull, seagull);
- goémon du breton gouemon, en gallois gwymon ;
- mine « aspect », de min « museau, visage », à moins que ce mot soit issu d'un terme gaulois semblable ;
- plouc est un mot qui n’existe pas en breton. Ce terme méprisant est construit à partir des nombreux noms de lieux de Bretagne qui commencent par Plou-, il désigne un Breton à partir de la fin du XIXe siècle. Le mot est construit sur la racine plou, du latin plebs « plébéïens, bas peuple » ; elle désigne étymologiquement en breton une paroisse primitive. Aujourd'hui, le mot sert à désigner les campagnards en général ou toute personne considérée comme particulièrement ringarde[104];
- sonneur, de soner, joueur de biniou ou de bombarde : le mot est d’abord passé du français au breton avec le sens de joueur d’instrument de musique, puis est tombé en désuétude en français ; il est resté vivace en breton et revient en français en raison de la popularité de la musique bretonne ; on parle également en français de penn sonneur pour désigner le premier sonneur d’une marche (de penn tête), sur le même mode que le penn danseur d’une danse traditionnelle bretonne ;
- dolmen a été introduit par Théophile Malo Corret de La Tour d'Auvergne au XVIIIe siècle a été récolté en Loire-Atlantique où les mutations se font beaucoup moins, mais la forme est fautive en breton littéraire. Les formes taol-vaen et maen-hir « menhir » (maen → vaen « pierre ») existent bien en breton, en toponymie par exemple, et ceci bien avant La Tour d’Auvergne. Mais le terme le plus utilisé en breton est peulven ou peulvan (littéralement, « pieu de pierre ») ;
- troménie, dérivée de tro (tour) et minihi (qui désigne un lieu où habite un moine, au Haut-Moyen Âge).
- minihi est un sanctuaire monastique au Moyen Âge, et qui a aussi donné des noms propres.
- pote : du breton paotr (garçon) [105][précision nécessaire]. Discuté, il provient plus sûrement du français (voir plus bas la partie « Les mots qui ne viennent pas du breton »).

Il est également à noter que de nombreux prénoms en breton sont passés dans l’usage sous une forme francisée dans la plupart des pays francophones. Quelques exemples non exhaustifs : Loïc (de Laouig l'hypocoristique de Gwilhoù = Guillaume), Yannick (Yannig, l’hypocoristique de Yann), Pierrick (Pêrig, hypocoristique de Pierre), Tanguy (de Tangi), Ronan, Hervé, Gwénaël(le) (de Gwenael, Gwenhael), Gildas (Gweltaz, Jildaz en breton), Gwenola, Annick (de Annaig, petite Anne), Arthur, Corentin, Soizick (de Frañsoazig, dont la forme hypocoristique est Soazig, petite Françoise), Judikael, Morgane (de Morgan), Nolwenn, Rozenn (Rose en breton), Tristan, etc. Yoann n’est pas d’origine bretonne.

#### Mots conservés dans leur forme initiale
- Aber, délaissé pour le galicien ria, ce mot reste d’usage local ; il reste dans la toponymie : l'Aber-Wrac'h (Bretagne), Aberdeen (Écosse), Aberystwyth (Pays de Galles)
- Ankou, personnification de la mort ; à rapprocher du gallois Angau, de même sens ;
- bagad, troupe ou meute, est passé en français pour désigner un ensemble musical de binious, de bombardes et de percussions, proche du « pipe band » écossais ; à noter qu’en français, on peut trouver ce mot au pluriel dans la forme correcte du breton, bagadoù ;
- chouchen ou chouchenn, nom local de l’hydromel. Autre nom : chufere, mélange de chouchenn et de cidre, ou chupites ;
- fest-noz, littéralement « fête de nuit » ;
- kabig, veste à capuchon en laine imperméable ; néologisme provenant du breton kab (cape) ;
- korrigan, sur la racine korr, nain, est une sorte de lutin ;
- corgi, mot gallois, en breton korrgi, chien nain, est une race de chien prisée dans une cour royale d’outre-Manche ;
- kouign-amann, gâteau fait à base d’une pâte feuilletée, de beurre et de sucre ;
- kig-ha-farz, pot-au-feu d’origine léonarde, littéralement viande-et-far ;
- Morbihan du breton mor bihan, petite mer, qui désigne initialement différentes mers intérieures de la côte sud, notamment le golfe du Morbihan ;
- petra, « quoi », attesté dans les anciens dictionnaires est un sobriquet dont on affuble les Bas-Bretons ;
- pillig (ar billig), large plateau métallique circulaire sur lequel on fait cuire les crêpes et les galettes.
- kenavo parfois utilisé sur le même mode que le ciao italien. Il signifie « au revoir » et ne doit être employé qu'en se quittant.
- pennti qui désigne une petite maison en Bretagne.

À noter que le français parlé en Basse-Bretagne emprunte au moins des centaines de mots au breton : fubu pour moucherons, patates krign pour pommes de terre sautées, tristik pour morose, le ribin pour le petit chemin, bruzun pour miettes, a-dreuz pour de travers, le chupenn pour la veste, des louzoù pour des remèdes, des médicaments, en riboul pour « en goguette », etc.

### Les mots qui ne viennent pas du breton
- cromlech signifie en gallois « pierre courbe » ou « cercle de pierres » (même sens en français).
- L’expression que dalle (« rien »), d’origine obscure, est parfois rapprochée du mot breton dall (« aveugle ») dans l’expression « n’y voir que dalle » ; Florian Vernet[108] y voit une origine occitane, la locution que d’ala étant attestée en argot marseillais depuis 1881 et signifiant, littéralement, « que de l’aile », c’est-à-dire pas grand-chose à manger. De même, dail est attesté dans l’argot parisien depuis le début du XIXe siècle au moins.
- boëtte ou bouette, terme de pêche pour « appât » et proche du breton boued (nourriture), mouette et varech sont issus du normand, l'un d'origine anglo-saxonne ou noroise, l'autre d'origine noroise.
- granit : de l'italien granito, « grenu ».
- pingouin a une sonorité qu’on serait tenté de rapprocher de penn (tête) et gwenn (blanc), mais c’est une erreur (les pingouins ont la tête noire) ; ce mot viendrait du néerlandais, lui-même d’origine inconnue[109] ; cependant cette étymologie est discutée et l'existence du mot serait attestée dans d'autres langues britanniques à la même époque[110]. On note cependant que le grand pingouin, disparu au XIXe siècle, possédait des taches blanches sur le front.
- pote : une étymologie fait venir ce mot de paotr, « garçon », volontiers employé amicalement en breton ; il provient plus sûrement de l’abréviation de « poteau », « ami sur lequel on peut s’appuyer », usage attesté dès le Moyen Âge[111].
- kermesse : on pourrait attribuer à tort ce mot à la langue bretonne par analogie avec les nombreux noms toponymiques qu’on trouve principalement dans l’ouest de la Bretagne. En effet, Ker (lieu habité) est un mot que l’on retrouve dans beaucoup de noms de lieux, suivi d’un nom ou d’une caractéristique : Keranna, Kervaria (Maria), Kerhuon (Huon), Kersaoz (la maison de l’Anglais, francisé en Kersauce), Kervilin (milin c’est-à-dire moulin). Kermesse est en réalité un mot d’origine néerlandaise, kerkmisse c’est-à-dire « foire d’église, fête patronale ».
- triskell : du grec triskélès qui signifie à « trois jambes ».
- Les prénoms Yves et Yvon (ancien cas régime) passent souvent à tort, semble-t-il, pour des prénoms bretons, or le prénom Yves fait d'abord référence à un évêque de Chartres du XIe siècle : Yves de Chartres, antérieur de deux siècles à Yves Hélory de Kermartin, dont la popularité explique la fréquence du prénom en Bretagne de nos jours. Saint Yves de Chartres était originaire de Beauvais en Picardie et son nom est considéré comme étant d'origine germanique Ivo. En outre, le patronyme Yvon était surtout fréquent dans le département de la Sarthe avant la Grande Guerre, quant au patronyme Yves, il n'était bien représenté en Bretagne que dans le département d'Ille-et-Vilaine[112]. En toponymie, il est essentiellement attesté en Normandie : Yvetot, Yvetot-Bocage, Yvecrique, Boisyvon, La Chapelle-Yvon, etc. Ce prénom est en réalité rendu par les prénoms bretons Erwan, Youenn ou Eozen pour des raisons mal éclaircies. « Yves » a aussi été adapté au breton sous sa forme diminutive Ifig (petit Yves).

### Mots courants en breton
Voir aussi Nombres dans le monde.
| Mots   | Breton          | Prononciation standard | Cornique | Gallois       |
| ------ | --------------- | ---------------------- | -------- | ------------- |
| terre  | douar           | [ˈduːar]               | dor      | daear         |
| ciel   | oabl ~ ebr      | [ˈwɑːpl]               | ebron    | awyr          |
| eau    | dour            | [ˈduːr]                | dowr     | dŵr           |
| feu    | tan             | [ˈtɑ̃ːn]                | tan      | tân           |
| homme  | den             | [ˈdẽːn]                | den      | dyn           |
| femme  | maouez          | [ˈmɔwəs]               | ben(yn)  | dynes ~ benyw |
| manger | debriñ ~ boueta | [ˈdeːbrĩ]              | dybri    | bwyta         |
| boire  | evañ ~ evet     | [ˈeːvɑ̃]                | eva      | yfed          |
| grand  | bras ~ meur     | [brɑːs]                | bras     | mawr          |
| petit  | bihan           | [ˈbiːɑ̃n]               | byghan   | bychan        |
| nuit   | noz             | [ˈnoːs]                | nos      | nôs           |
| jour   | deiz ~ dez      | [ˈdɛjs] ~ [ˈde]        | dydh     | dydd          |